# September 2006
Portal Geschichte | Portal Biografien | Aktuelle Ereignisse | Jahreskalender | Tagesartikel

◄ |
20. Jahrhundert |
21. Jahrhundert

◄ |
1970er |
1980er |
1990er |
2000er
| 2010er | 2020er | 2030er | ►

◄ |
2002 |
2003 |
2004 |
2005 |
2006
| 2007 | 2008 | 2009 | 2010 | ►

◄ |
Juni 2006 |
Juli 2006 |
August 2006 |
September 2006 |
Oktober 2006 |
November 2006 |
Dezember 2006 |
►
Dieser Artikel behandelt tagesbezogene Nachrichten und Ereignisse im September 2006.

## Tagesgeschehen

### Freitag, 1. September 2006

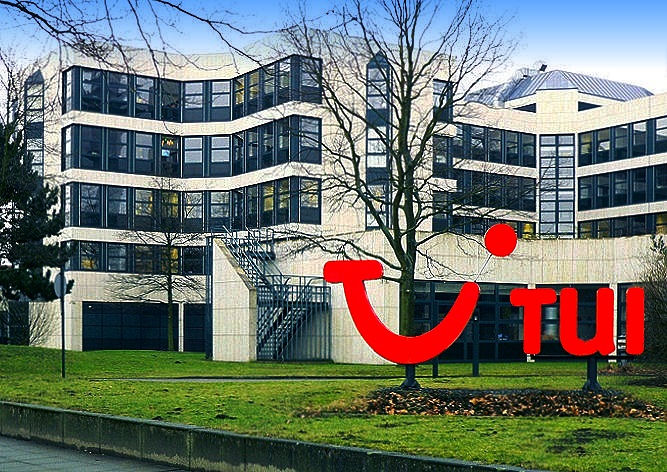
TUI-Zentrale in Hannover

- Berlin/Deutschland: Mit der Föderalismusreform tritt die umfangreichste Änderung des Grundgesetzes in der Geschichte der Bundesrepublik Deutschland in Kraft.[1]
- Hannover/Deutschland: Der deutsche Logistik- und Reisekonzern TUI scheint nach einer zweitägigen Strategiesitzung von Vorstand und Aufsichtsrat in Salzburg eine Trennung von der Schifffahrtssparte Hapag-Lloyd nicht mehr auszuschließen. Laut Aussagen des Pressesprechers würde ein Verkauf der Containersparte „im jetzigen zyklischen Branchentief“ Vermögenswerte gefährden. Bei veränderten Rahmenbedingungen könnte jedoch der Vorstand dem Aufsichtsrat „alle Aspekte einer Portfolioveränderung darlegen.“ Im wichtigen Bereich der zwei Hapag-Fluggesellschaften ist eine Neuformierung (vermutlich mit Condor Flugdienst) geplant. HLX und Hapagfly werden bereits zusammengelegt.[2][3]
- Maschhad/Iran: Bei einer Havarie einer Tupolew Tu-154 der Gesellschaft Iran Airtour während der Landung auf einem Flughafen im Nordosten des Iran kommen mindestens 28 Menschen ums Leben. Nach Angaben des Provinzgouverneurs Mohammad-Javad Mohammdizadeh platzte während der Landung gegen 14:40 Uhr Ortszeit (13:10 Uhr MESZ) in Maschad ein Reifen, wodurch die Maschine unkontrollierbar über die Landebahn rutscht und Feuer fängt. Die Feuerwehr kann die meisten der 139 Insassen retten. Der Ort Maschad, die Hauptstadt der Provinz Khorassan, ist ein beliebtes Ziel für Wallfahrer, die das Mausoleum des achten schiitischen Imams Resa besuchen wollen. Beobachter sehen die Absturzursache indirekt als Folge der Wirtschaftssanktionen der USA, weil es dadurch zu Engpässen bei Ersatzteilen komme.[4]
- Oslo/Norwegen: Wie schon am 21. August kolportiert, werden die zwei im August 2004 aus dem Munch-Museum geraubten Edvard-Munch-Bilder „Der Schrei“ und „Madonna“ tatsächlich der Polizei zurückgegeben. Ob dies mit der erhofften Strafmilderung der Bankräuber um David Toska zusammenhängt, ist noch unklar.[5][6]
- Wien/Österreich: Österreichs Medienlandschaft erhält eine neue Tageszeitung namens „Österreich“. Die Gründung des Journalisten und Herausgebers Wolfgang Fellner soll laut Vorauswerbung höhere Qualität haben als die Boulevard-„Krone“. Die Zeitung besteht aus vier Teilen, zwei davon in Hochglanzdruck. Die erste Ausgabe titelt: „Schüssel: Ausländische Pfleger sofort ohne Strafe.“ Auch ein computergeneriertes Bild von Österreichs derzeit prominentestem Entführungsopfer Natascha Kampusch ziert die Titelseite: „Natascha: Nächste Woche im TV.“ Beide Nachrichten waren schon bekannt.[7][8]

### Samstag, 2. September 2006
- Alpharetta/Vereinigte Staaten: CipherTrust und Symantec melden mehrere Wurm-Varianten für Serverdienst-Schwachstellen. Dabei ist es in den letzten sieben Tagen zu einem signifikanten Anstieg so genannter Zombie-PCs gekommen. Das Internet Storm Center (ISC) beobachtete dabei weltweit einen entschiedenen Anstieg von Aktivitäten auf Port 139, Symantec meldet verstärkte Netzwerk-Aktivitäten auf den Ports 139 und 445.[9]
- Berlin/Deutschland: Der Bund der Vertriebenen feiert den „Tag der Heimat“ und beklagt dabei sinkende Mitgliederzahlen. Der Bundesvorsitzende der „Sudetendeutschen Jugend“ Robert Wild erläutert: „Der direkte Bezug zum Thema Vertreibung ist in der dritten Generation nicht mehr so vorhanden.“[10]
- Berlin/Deutschland: Auf der Internationalen Funkausstellung werfen demonstrierende Mitarbeiter der Aachener Glasfabrik der LG Electronics die Nichteinhaltung von Arbeitsplatzgarantien bis Ende 2007 vor.[11]
- Tyros/Libanon: Das erste italienische Kontingent der Friedenstruppe von 900 Soldaten der UNO-Blauhelmtruppen (UNIFIL) trifft im Krisengebiet ein.[12]

### Sonntag, 3. September 2006
- Anatolien/Türkei: Erneut suchen kurdische Extremisten mit einem Terroranschlag im Südosten Einfluss auf das politische Leben der Türkei: Durch einen Sprengsatz in einem Mülleimer werden neun Menschen verletzt und zwei getötet. Die Bombe wurde bei einem Teegarten deponiert, der hauptsächlich von Polizisten besucht wird, und mit Fernzündung ausgelöst, als sich ein Beamter näherte, um das verdächtige Objekt genauer zu untersuchen.[13]
- Chicago/Vereinigte Staaten: In einem hauptsächlich von Schwarzen und Latinos bewohnten Mehrfamilienhaus bricht am frühen Morgen ein Feuer aus, dem sechs Kinder von drei bis 14 Jahren zum Opfer fallen – davon fünf aus einer Familie. Drei weitere Kinder und die Mutter werden ins Krankenhaus gebracht. Der seit Jahren folgenschwerste Brand in Chicago, der von einem Einzelfeuer verursacht wurde, entstand durch eine abgebrannte Kerze, da das Elektrizitätswerk den Strom abgeschaltet hatte.[14]
- Hamburg/Deutschland: In einem Interview gegenüber der Bild am Sonntag bestätigt die frühere Tagesschau-Sprecherin Eva Herman ihre jüngst in ihrem Buch vertretenen Thesen und betont, dass „Frauen häufiger den Mund zu halten hätten.“ Denn „Männer leiden darunter, wenn sie zu immer Aufgaben gedrängt werden, zu denen sie keine Lust und auch keine besondere Veranlagung haben.“ Damit stößt sie eine allgemeine Diskussion zu Emanzipation der Frau an.[15]
- Mond: Die erste rein europäische Mondmission Smart-1 endet um 7.42 Uhr MESZ erfolgreich mit dem kontrollierten Absturz der Raumsonde auf die Mondoberfläche. Ob der Aufschlag südlich des Humorum-Meers wie geplant von Sternwarten beobachtet und analysiert wurde, ist noch nicht bekannt.[16]
- Saitama/Japan: Spanien gewinnt mit einem 70:47-Finalsieg gegen Griechenland zum ersten Mal die Basketball-Weltmeisterschaft.[17]

### Montag, 4. September 2006

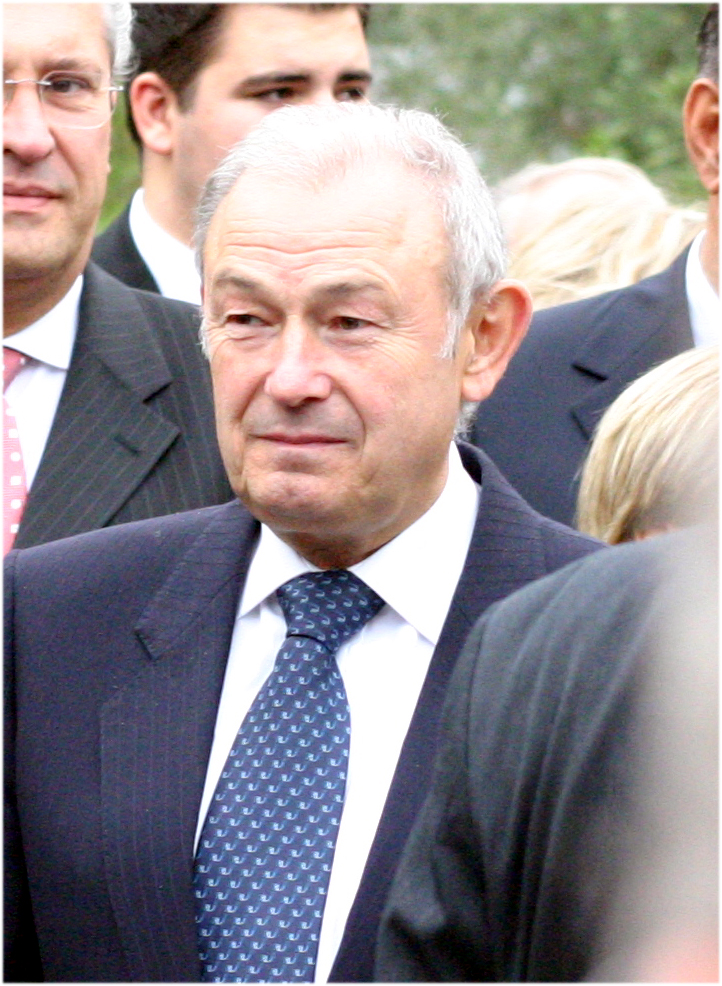
Günther Beckstein

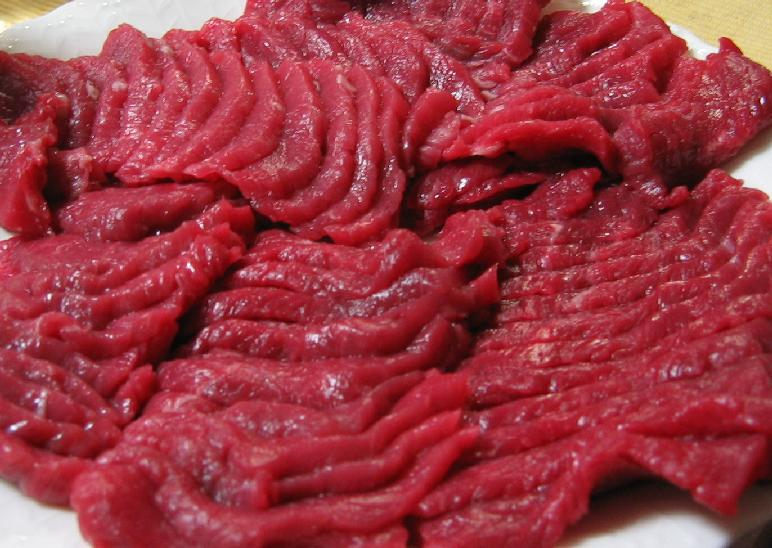
Fleisch, das die Hygiene-Kriterien erfüllt

- Berlin/Deutschland: Die Innenminister der Bundesländer einigen sich auf eine gemeinsame Anti-Terror-Datei von Polizei und Geheimdiensten. Laut dem Vorsitzenden der Innenministerkonferenz, Bayerns Innenminister Günther Beckstein (CSU), sollen die Daten zur Identität Verdächtiger offen in die Datei eingestellt werden.[18][19]
- Berlin/Deutschland: Zur kolportierten Übersiedlung aller in Bonn verbliebenen Ministerien nach Berlin betont der Pressesprecher der Bundesregierung, Ulrich Wilhelm die Festlegung des Koalitionsvertrages auf das Berlin/Bonn-Gesetz. Dieses ist die Grundlage für die Arbeit der Bundesregierung (…). Der SPD-Abgeordnete Johannes Kahrs hatte am Wochenende gesagt, es gebe im Haushaltsausschuss Konsens darüber, aus Kostengründen alle Ministerien nach Berlin zu übersiedeln. Der CDU-Budgetexperte Steffen Kampeter und weitere Abgeordnete (CDU, FDP, Grüne) widersprachen dieser Behauptung, und das Verkehrsministerium betrachtet den Umzug als abgeschlossen. Dennoch halten einzelne Abgeordnete das „Pendeln“ für keinen Dauerzustand.[20]
- Heilbronn/Deutschland: Erst jetzt wird bekannt, dass Ermittlungsbeamte bereits im Juni 2006 den mutmaßlichen Lidl-Erpresser im Ausland verhaftet haben. Dieser hatte im Januar 2006 Salzsäure in Mundwasser gemischt und in drei Filialen des Lebensmittel-Discounters deponiert. Mit ähnlichen Drohungen wollte er angeblich eine Million Euro erpressen.[21]
- Khartum/Sudan: Die Zentralregierung lehnt den Beschluss des Sicherheitsrates zur Stationierung einer Friedenstruppe in der westlichen Krisenregion Darfur ab, wo bisher keine Waffenstillstands-Vereinbarung eingehalten wird. Sie will die Kämpfe verstärken („step up“) und 1.600 weitere Soldaten in die von Schwarzen bewohnte Westprovinz schicken. Die UNO-Resolution 1706 sieht vor, das Mandat der bereits 12.300 Mann starken UN-Mission UNMIS auf 17.000 Soldaten und 3.300 zivilen Polizisten aufstocken. Die Regierung behauptet weiterhin, mit den arabischen Reitermilizen, durch die seit 2003 viele der bisher 200.000 Todesopfer umkamen, nichts zu tun zu haben. Dem UNO-Beschluss mangle es an Legitimität und Glaubwürdigkeit.[22]
- Mailand/Italien: Die renommierte Balzan-Stiftung verleiht einen der beiden mit 640.000 € dotierten Balzan-Preise 2006 für Geisteswissenschaften an den Berliner Musikhistoriker Ludwig Finscher für dessen Arbeiten zur Geschichte der abendländischen Musik seit 1600. Die Auszeichnungen überreicht am 24. November Italiens Staatspräsident Giorgio Napolitano in Rom.[23]
- Molukken/Indonesien: Ein Erdbeben der Stärke 6,1 mit Epizentrum in 150 km Entfernung von der Stadt Tual und 33 km unter dem Meeresboden erschüttert die Inselgruppe Molukken.[24]
- Moskau/Russland: In einem Moskauer Gefängnis kommt es zu einer Revolte und Geiselnahme. Die Polizei kann die Situation nach mehreren Stunden unter Kontrolle bringen und die 15 Geiseln gewaltsam befreien. Angeblich forderten die Geiselnehmer eine Revision ihrer Haftbedingungen.[25]
- München/Deutschland: Das Kreisverwaltungsreferat schätzt nach dem Sicherstellen von etwa 100 t so genannten „Gammelfleischs“, dass erhebliche Mengen Gammelfleisch in Deutschland, Frankreich, Italien und Österreich bereits verzehrt wurden. Das Fleisch der Berger Wild GmbH aus Passau beschrieben Kontrolleure als „ranzig, stickig, muffig oder sauer“.[26]
- Tel Aviv/Israel: Der israelische Premierminister Ehud Olmert schlägt während einer Sitzung des Parlamentsausschusses für Verteidigung und äußere Angelegenheiten gegenüber dem Nachbarn Syrien harte Töne an. Im Kriegsfall werde man dort kompromissloser zuschlagen als gegen den Libanon. Im israelischen Radio wiederholt Olmert diese Fortsetzung der Eskalation gegenüber Damaskus.[27]
- Wien/Österreich: Die ehemalige Parlamentspartei „Liberales Forum“ wird bei der Nationalratswahl am 1. Oktober Listenplätze bei der SPÖ erhalten. Dieses Angebot von SP-Parteichef Alfred Gusenbauer wurde laut LIF-Sprecher angenommen. Ob dieser „Risikowahlkampf“ den Sozialdemokraten, die derzeit 3 % hinter der ÖVP liegen, nützt, sehen Meinungsforscher unterschiedlich. Die ÖVP hat traditionell einen wirtschaftsliberalen Flügel, die kleine Regierungspartei BZÖ sieht sich national-liberal.[28]

### Dienstag, 5. September 2006

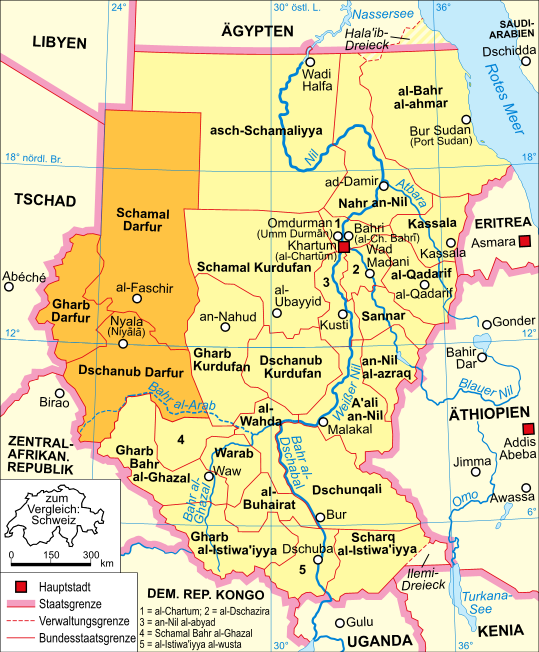
Bundesstaaten der Region Darfur in orange, übriger Sudan in gelb

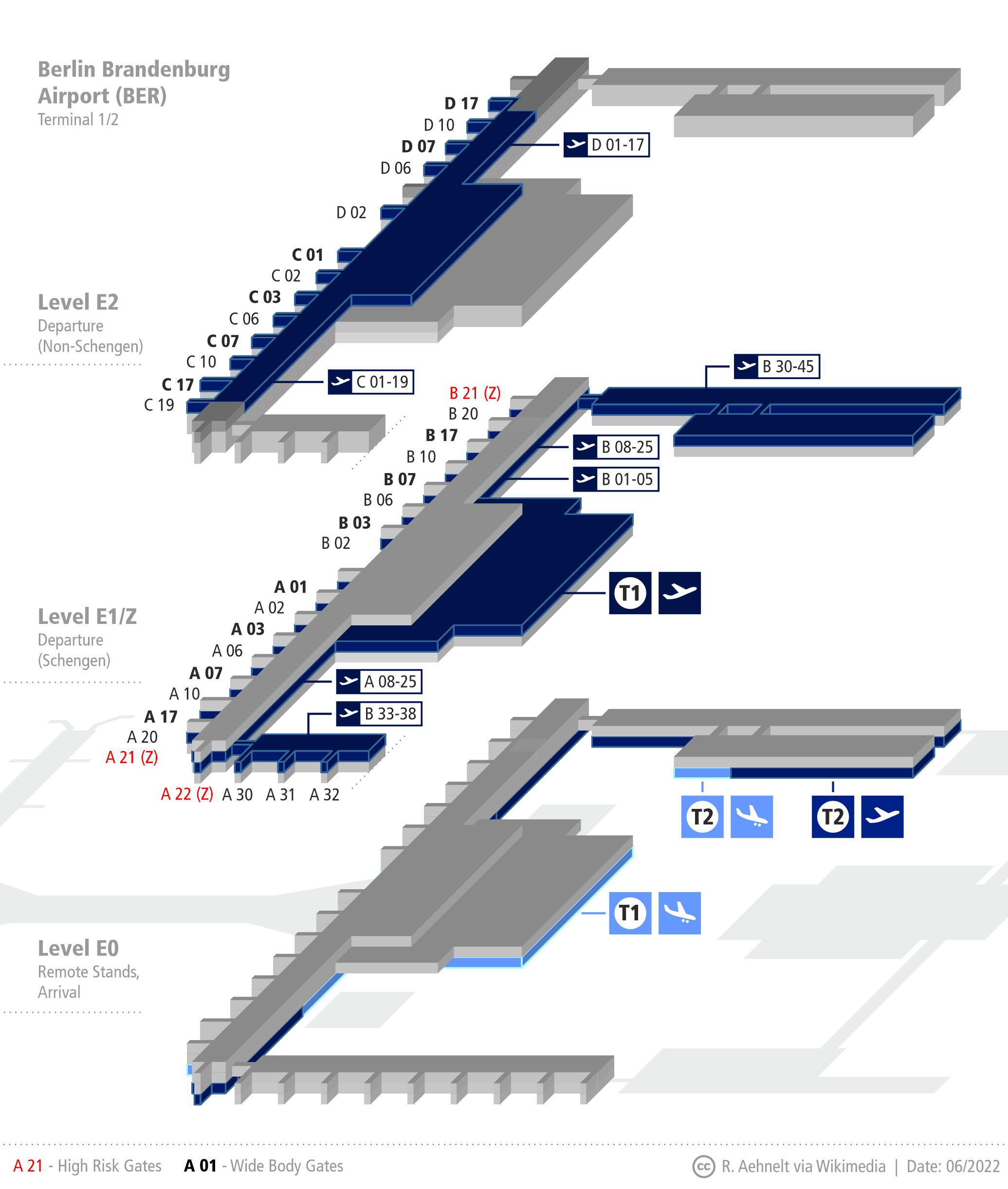
Die Terminals des neuen Flughafens in der Nähe von Berlin (künstlerische Darstellung)

- Ankara/Türkei: Die Türkei erwägt, sich an der UNO-Friedenstruppe für den Libanon zu beteiligen. Ein Einsatz zu der von der UNO beschlossenen Entwaffnung der Hisbollah wird allerdings abgelehnt. Ministerpräsident Recep Tayyip Erdoğan rechnet jedoch mit der Zustimmung seines Parlaments.[29]
- Kapstadt/Südafrika: Erstmals seit Ende der Apartheid besucht mit Wladimir Putin ein russischer Präsident das wirtschaftsstärkste Land Afrikas. Bei dem Treffen geht es um die Beziehungen zwischen den beiden Ländern und um die Abstimmung ihrer Politik im Nahen Osten.[30]
- Khartum/Sudan: Die Zentralregierung des Sudan fordert die Friedenstruppe der Afrikanischen Union (AU) auf, die Bürgerkriegsregion Darfur endgültig zu verlassen. Laut Jörg Heinrich (Mitarbeiter der Welthungerhilfe) „läuft dies auf ein Gemetzel hinaus“.[31]
- Lübeck/Deutschland: Das Landgericht Lübeck verurteilt den Schwerverbrecher „Christian Bogner“ zu lebenslanger Freiheitsstrafe mit anschließender Sicherungsverwahrung. Das Gericht sieht es als erwiesen an, dass Bogner um eine neue Identität zu erlangen, im Oktober 2004 den Gärtner Engelbert Danielsen aus Eutin in eine Falle lockte und tötete. Damit erkennen die Richter eine besondere Schwere der Schuld Bogners an. Der mitangeklagte Bruder Bogners, Martin Lenz, wird wegen Beihilfe zum Mord und Gefangenenbefreiung zu drei Jahren und drei Monaten Haft verurteilt.[32]
- Odense/Dänemark: Die dänische Polizei hat eigenen Angaben zufolge einen Terroranschlag vereitelt. Im Vorort Vollsmose von Odense werden neun mutmaßliche Terroristen eines muslimischen Netzwerks verhaftet, die sich bereits Sprengstoff verschafft hatten. Nach dem Haftprüfungstermin werden drei Männer wieder entlassen. Der Chef des polizeilichen Nachrichtendienstes, Lars Findsen, spricht von lange andauernden Ermittlungen: „Bei unserer Razzia haben wir Material sichergestellt, mit dem Sprengstoff hergestellt werden kann. Wir wissen nicht genau, wie weit die Planungen für mögliche Terroraktionen gediehen waren, aber für uns war die Zeit gekommen, einzugreifen.“ Für Dänemarks Justizministerin Lene Espersen wirkt besonders schwer, dass dänische Staatsbürger einen Anschlag auf dänischem Boden geplant haben.[33]
- Schönefeld/Deutschland: Berlins Regierender Bürgermeister Klaus Wowereit, Brandenburgs Ministerpräsident Matthias Platzeck und der Bundesminister für Verkehr Wolfgang Tiefensee (alle SPD) sind anwesend, als südlich des Flughafens Berlin-Schönefeld eine Zeremonie den Bau eines neuen Flughafens für Berlin einläutet. Die Bauzeit wird auf circa fünf Jahren veranschlagt.[34]

### Mittwoch, 6. September 2006

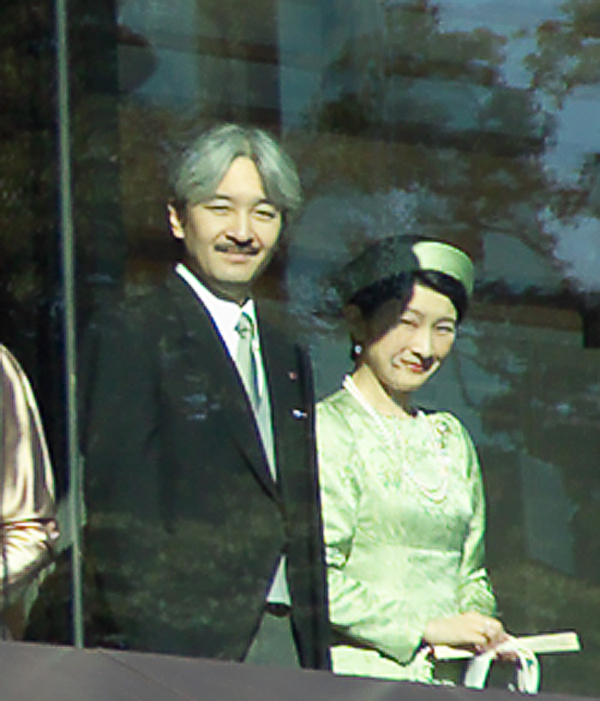
Prinz Akishino und Prinzessin Kiko

- Gütersloh/Deutschland: Bertelsmann wird seinen Musikverlag BMG Music Publishing an Vivendi verkaufen. Die angeblichen 1,63 Milliarden € sind Teil der Finanzierung eines Aktienrückkaufs im Wert von 4,5 Mrd. Euro mit dem Bertelsmann zur Jahresmitte den belgischen Minderheitsaktionär Groupe Bruxelles Lambert (GBL) auszahlen muss, um seinen Börsengang weiter aufschieben zu können.[35][36]
- Kanarische Inseln/Spanien: In den letzten 36 Stunden sind rund 1100 illegale afrikanische Immigranten auf der spanischen Inselgruppe gelandet. Seit Januar sind damit bereits rund 20.000 illegale Zuwanderer auf den Kanaren aufgegriffen worden – viermal so viel wie 2005. Um die Identifizierung der Zuwanderer zu erleichtern und somit die Abschiebung zu ermöglichen, reisen senegalesische Polizisten zur Amtshilfe auf die Inselgruppe.[37][38]
- Mönchengladbach/Deutschland: Mit der 11. Feldhockey-Weltmeisterschaft startet bereits die dritte WM auf deutschem Boden nach der Fußball-Weltmeisterschaft und den Weltreiterspielen 2006. Auch hier zählt der Titelverteidiger Deutschland zum Favoritenkreis. Der Auftaktgegner, Rekord-Olympiasieger Indien, ist der erwartet unbequeme Gegner und wird nach langer Zeit taktischem Spielverlauf mit 3:2 geschlagen.[39]
- Tokio/Japan: Die japanische Prinzessin Kiko bringt in der Nacht per Kaiserschnitt einen Thronfolger zur Welt. Damit haben sich die Hoffnungen der Traditionalisten erfüllt. Der Sohn des Prinzen Akishino ist nun der Dritte in der Thronfolge nach seinem 46-jährigen Onkel, Kronprinz Naruhito, und seinem Vater. Es ist das erste Mal seit 1965, dass wieder ein Junge in die Familie des Tennō Akihito geboren wurde, deren Dynastie dadurch in männlicher Linie auszusterben drohte. Die japanischen Fernsehsender unterbrechen alle ihre Programme und strahlen Sondersendungen aus.[40][41]
- Wien/Österreich: Die angesetzte Verhandlungsrunde am Wiener Sitz der Internationalen Atomenergieorganisation (IAEO) wird verschoben. Der iranische Chefunterhändler Ali Laridschani und der EU-Außenbeauftragte Javier Solana einigen sich auf eine Vertagung der Beratungen auf zunächst unbestimmte Zeit. Laut Irans Außenminister Manutschehr Mottaki wird noch über Ort und Termin diskutiert. Die IAEO versucht, angesichts der seit 31. August drohenden UN-Sanktionen gegen das Atomprogramm Irans zwischen den festgefahrenen Verhandlungspositionen zu vermitteln.[42]
- Wien/Österreich: Im ORF wird das erste Interview mit dem Entführungsopfer Natascha Kampusch ausgestrahlt, das ein Redakteur der seit acht Jahren existierenden Sendereihe „Thema“ führte. Die erstaunlich selbstbewusste 18-Jährige spricht auch über quälende Details und ihre Beziehung zum psychisch labilen Entführer, der sich nach ihrer Flucht umgebracht hatte. Jetzt gehe es ihr gut, sie wolle zunächst die Matura nachholen.[43]
- Wiesbaden/Deutschland: Am Bundesgerichtshof startet das Revisionsverfahren gegen den früheren Bundesinnenminister Manfred Kanther, den „Begründer“ der „Schwarzen Kassen“ der CDU.[44]

### Donnerstag, 7. September 2006
- Moskau/Russland: Bei einem Brand an Bord eines russischen Atom-U-Bootes kommen zwei Besatzungsmitglieder ums Leben. Der Zwischenfall geschah bereits am 6. September. Da keine Gefahr radioaktiver Kontamination besteht, wird das U-Boot nun in den Hafen der Marinebasis Widjajewo geschleppt.[45]
- Straßburg/Frankreich: Nach einem Bericht des Europarates gibt es nach wie vor Folter und Misshandlungen in türkischen Gefängnissen und Polizeiwachen. Die Politik der Nichtduldung seitens der EU beginne aber zu greifen. Der Bericht aus Straßburg beruht auf einer einwöchigen Inspektionsreise, die das Anti-Folter-Komitee im Dezember 2005 nach Istanbul, Adana und Van unternommen hatte.[46]

### Freitag, 8. September 2006
- Bagdad/Irak: Die irakische Regierung unter Nuri al-Maliki hat für einen Monat die Berichterstattung des Senders al-Arabiya aus der irakischen Hauptstadt untersagt. Dem arabischen Fernseh-Sender mit Sitz in Dubai wirft man dabei vor, dass er die Bevölkerung zur Gewalt aufhetze. Maliki hatte die Presse bereits im Juli 2006 aufgerufen, zurückhaltender über die Gewalt zu berichten, um damit Extremisten nicht in die Hände zu spielen[47]
- Kabul/Afghanistan: Bei einem schweren Selbstmordanschlag in der afghanischen Hauptstadt nahe der US-Botschaft am verkehrsreichen Massud-Kreisverkehr werden mindestens 16 Menschen getötet. Der Wagen des Attentäters hat nach Angaben von Augenzeugen das Fahrzeug eines US-Konvois gerammt.[48]
- New York/Vereinigte Staaten: Zum zweiten Mal in kurzer Zeit wird eine Führungsperson einer Online-Buchmacherfirma verhaftet, diesmal der Verwaltungsrat-Chef Peter Dicks von Sportingbet.[49]
- Schweiz: Bei Ermittlungen im Fall Swissfirst kommt es zur ersten Verhaftung. Der Portfolio-Manager der Pensionskasse von Siemens in der Schweiz sitzt seit heute Nachmittag in Untersuchungshaft. Ihm werden die Annahme von sogenannten Kick-backs (Vergütungen) vorgeworfen.[50]
- Tungokotschen/Russland: Im sibirischen Bergwerk „Darassun“ der russisch-britischen Gesellschaft Highland Gold Mining wütet seit Donnerstag ein Feuer, das durch Schweißarbeiten verursacht wurde. 22 Bergleute sind in der Goldmine eingeschlossen, elf weitere bereits ums Leben gekommen. 15 Angehörige der Rettungskräfte müssen wegen der giftigen Dämpfe ins Krankenhaus eingeliefert werden. „Das Bergwerk ist über 100 Jahre alt. Die Belüftungsanlage ist veraltet und funktioniert praktisch nicht mehr“, teilt ein Mitarbeiter des Ministeriums für Zivilschutz mit. Von 64 Arbeitern, die unter Tage eingeschlossen waren, können 33 von ihnen sich aus eigener Kraft aus ihrer misslichen Lage befreien.[51]

### Samstag, 9. September 2006

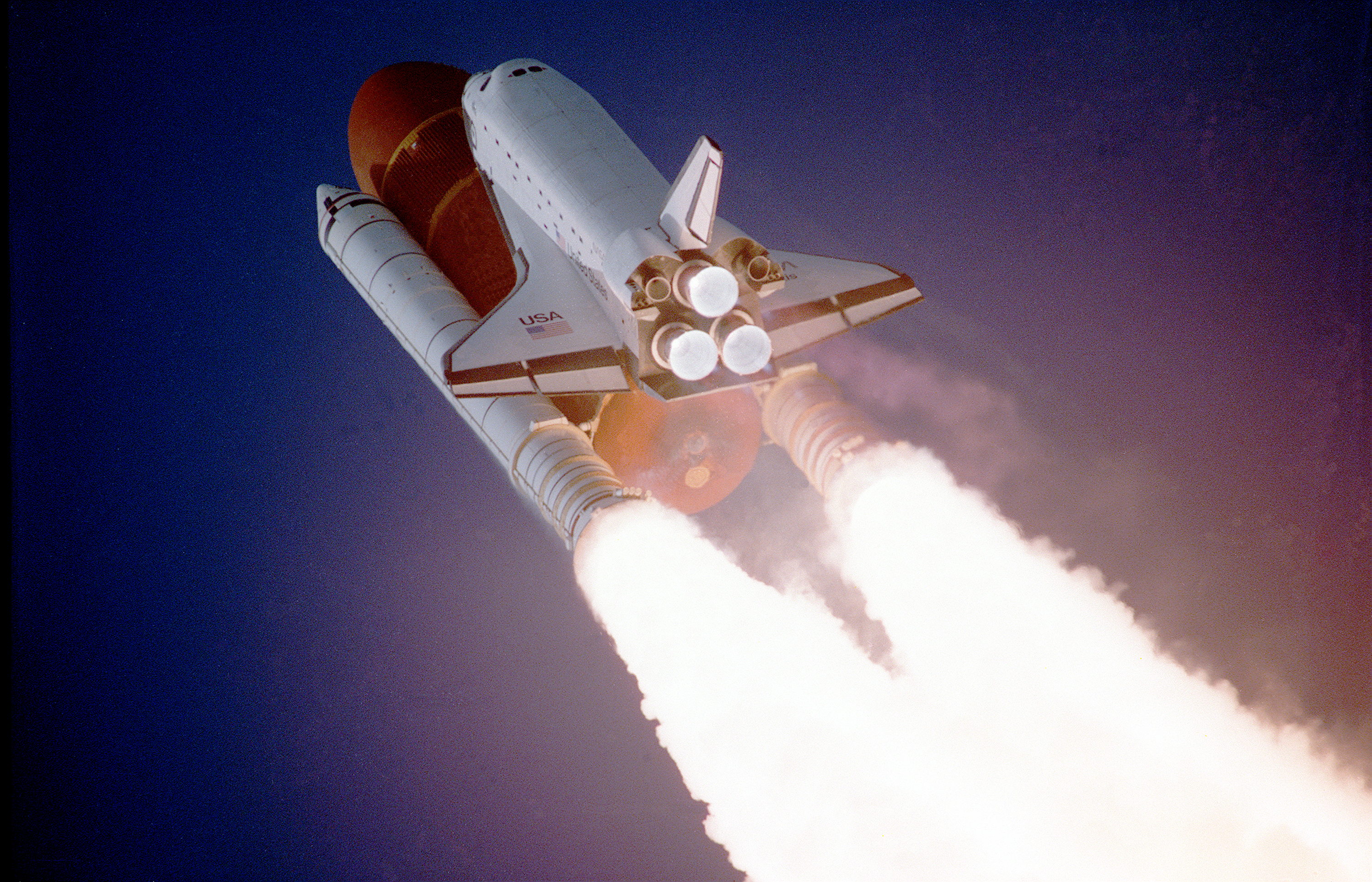
Aufstieg der Atlantis (STS-27)

- Cape Canaveral/Vereinigte Staaten: Nach vier wegen ungünstiger Witterung abgesagten Starts startet die Raumfähre Atlantis um 17.15 Uhr MESZ zur Internationalen Raumstation (ISS), in der sich auch der deutsche Astronaut Thomas Reiter aufhält. Diese Einsatz soll elf Tage dauern und nimmt damit nach mehrjähriger Unterbrechung wieder die regelmäßigen Transportflüge der NASA zur ISS auf, die bis 2010 vollständig ausgebaut werden soll. Die Flüge waren nach dem tödlichen Unglück der Raumfähre „Columbia“ am 1. Februar 2003 gestoppt worden.[52]
- Damaskus/Syrien: Nach Angaben des italienischen Ministerpräsidenten Romano Prodi akzeptiert der syrische Präsident Baschar al-Assad grundsätzlich die Stationierung von EU-Grenzschützern an der syrisch-libanesischen Grenze.[53]
- München/Deutschland: 150.000 Menschen begrüßen Papst Benedikt XVI. zu seinem sechstägigen Besuch in Bayern. Bei seiner Ankunft auf dem Flughafen appelliert er an die Deutschen, sich aktiv an der Weitergabe der grundlegenden Werte des christlichen Glaubens zu beteiligen. „Mein Besuch in dem Land, in dem ich geboren wurde, möchte auch in diesem Sinne eine Ermutigung sein“, sagte der Papst.[54]
- Oslo/Norwegen: Aufgrund eines noch ungeklärten Störfalls wird der Forschungs-Kernreaktor des Institutes für Kerntechnik in Kjeller im Bezirk Akerhus ausgeschaltet. Norwegen nutzt im Gegensatz zum schwedischen Nachbarn keine Atomkraft zur Stromerzeugung.[55]
- Santiago/Chile: Der ehemalige chilenische Diktator Augusto Pinochet soll sich erstmals auch wegen Foltervorwürfen seiner Verantwortung stellen. Daher hebt das oberste Gericht in Santiago de Chile seine Immunität gegen Strafverfolgung im Zusammenhang mit dem früheren Folterlager Villa Grimaldi auf. Dabei geht es um die Mitschuld des heute 90-Jährigen an der Verschleppung von 36 Menschen und an Folter in 23 Fällen während der Diktatur zwischen 1973 und 1990.[56]

### Sonntag, 10. September 2006

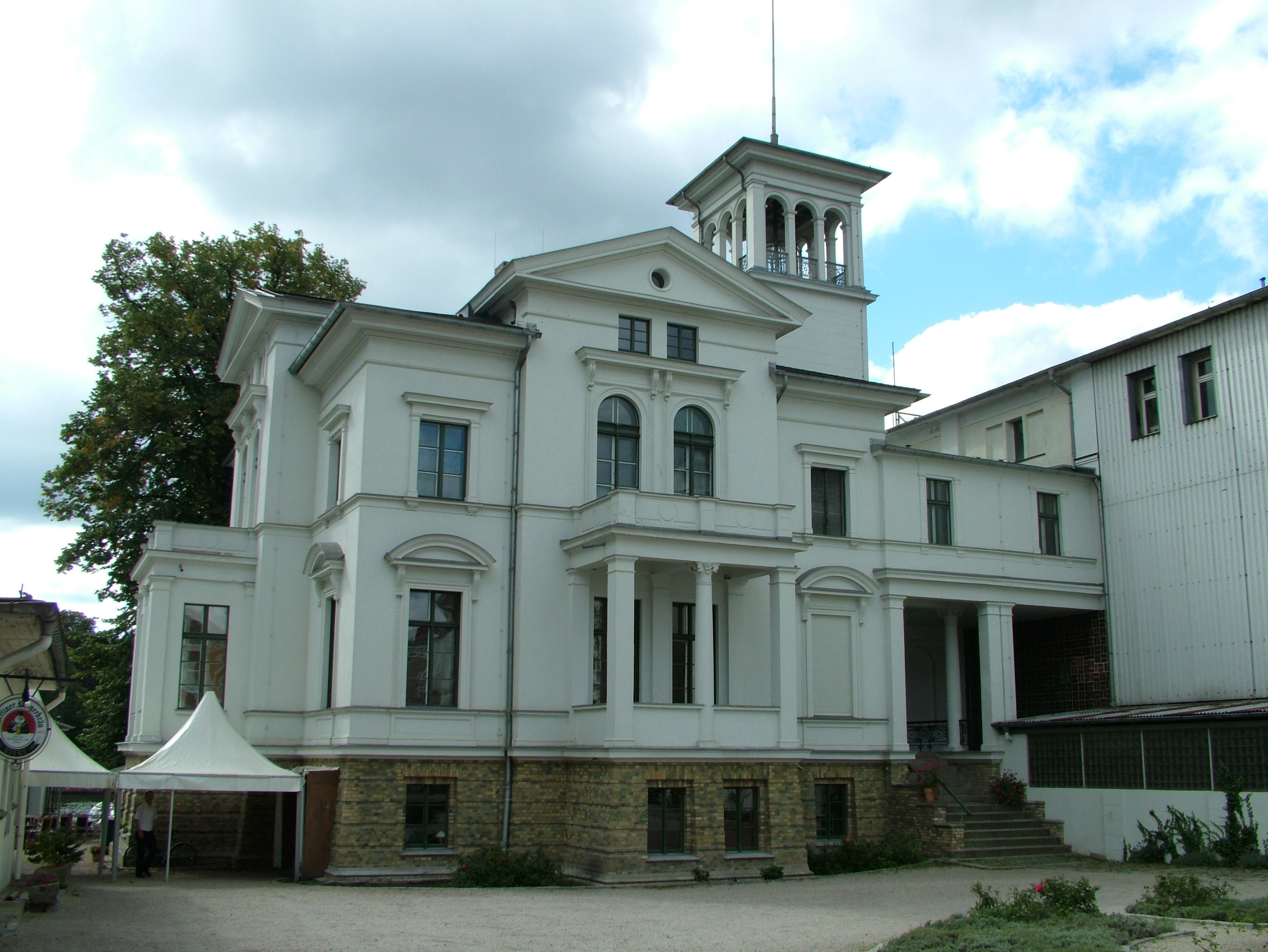
„Weiße Villa“ in Berlin-Friedrichshagen

- Berlin/Deutschland: Die Piratenpartei Deutschland gründet sich. Sie ist Teil des Verbands Pirate Parties International mit Wurzeln in der 2006 gegründeten schwedischen Piratpartiet.[57]
- Deutschland: In der gesamten Bundesrepublik wird der Tag des offenen Denkmals gefeiert, an dem eine Vielzahl von denkmalgeschützten Bauwerken der Öffentlichkeit zugänglich gemacht werden. Dieses ermöglichen in erster Linie ehrenamtlich tätige Mitarbeiter, sodass die Denkmäler zu bestimmten Zeiten und zum Teil mit Führungen besucht werden können.[58]
- Monza/Italien: Der siebenfache Formel-1-Fahrerweltmeister Michael Schumacher verkündet nach seinem 90. Grand-Prix-Sieg seinen Rücktritt vom Motorsport innerhalb der Formel 1, denn die Frage, ob er zukünftig die physische Kraft und psychische Energie besitze, um Siege einzufahren, könne er nicht bejahen.[59]

### Montag, 11. September 2006

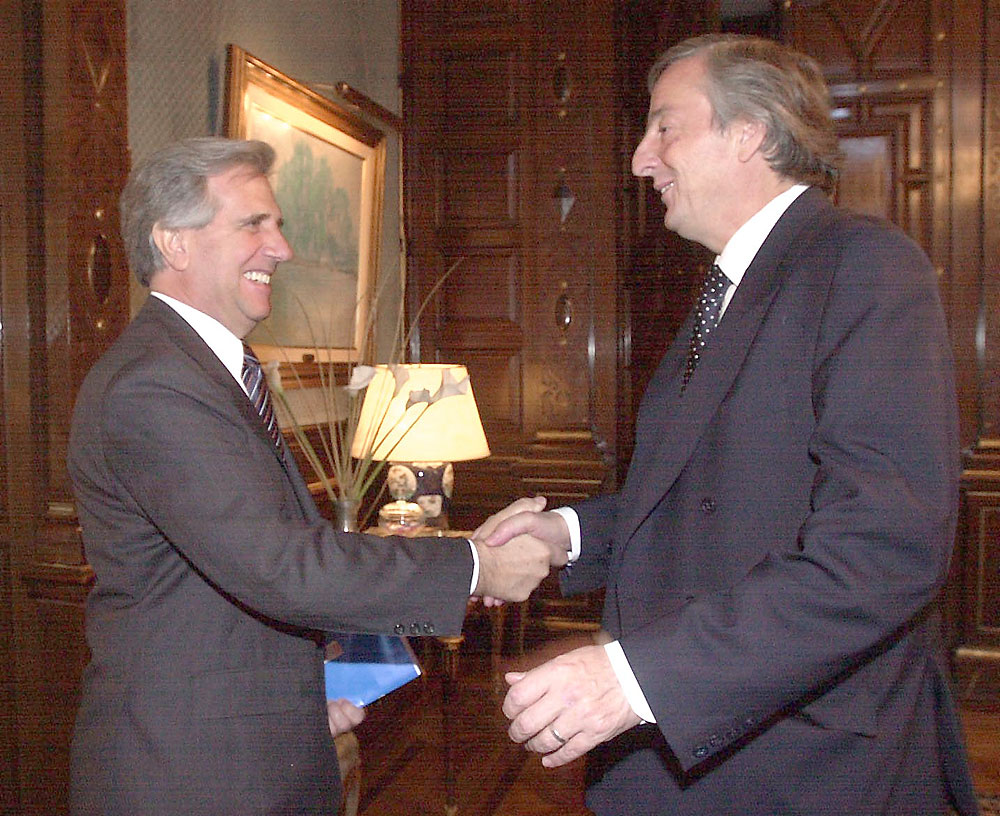
Tabaré Vázquez und Néstor Kirchner

- Mitteleuropa: Die Erweiterung des Schengen-Abkommens auf die acht zentraleuropäischen Beitrittsländer der EU verzögert sich voraussichtlich bis 2009. Am stärksten dürfte diese Verzögerung für Ungarn und Slowenien spürbar werden. Der Grund sind fehlende rechtliche Grundlagen und Probleme mit dem EU-Zentralcomputer.
- New York/Vereinigte Staaten: zum Fünfjahres-Gedenken an die Terroranschläge vom 11. September findet am Abend eine Lichtinstallation statt, welche die damals eingestürzten WTC-Türme optisch sichtbar macht. Präsident George W. Bush bekräftigt in einer von allen Fernsehsendern übertragenen Ansprache, dass die Terrorismusbekämpfung seither Erfolge gehabt habe, aber auch künftig eine wichtige Aufgabe sei. „Sie ist die größte Herausforderung an die USA seit Ende des Kalten Krieges“, sagt Bush. Die Demokratische Partei kritisiert, Bush missbrauche am Vorabend von 20 Urwahlen zum Kongress das Thema politisch.[60]
- Uruguay: Erstmals seit 1985 – dem Ende der 12-jährigen Militärdiktatur – werden acht Offiziere und Polizisten wegen Vergehens gegen die Menschenrechte verurteilt. Bisher galt dafür eine 1989 mit Volksabstimmung bestätigte Amnestie, die der im März 2005 gewählte Premier Tabaré Vazquez (SP) nun neu auslegt.[61]
- Wien/Österreich: Im Wahlkampf gerät die SPÖ nach gutem Start in die Defensive. Die linksliberal orientierte Zeitung Der Standard berichtet über zwei Parteispenden von einigen zehntausend Euro, die der Investmentbanker Wolfgang Flöttl, der Hauptschuldige in der BAWAG-Affäre, 1999 zur SPÖ geleitet habe. Der für eine Zahlung genannte ehemalige Bundeskanzler Vranitzky widerspricht: Es habe sich um sein Honorar für die Beratung zur Einführung des Euro gehandelt.[62]

### Dienstag, 12. September 2006
- Berlin/Deutschland: Nach einer OECD-Studie zur Ausbildung von Hochqualifizierten haben Deutschland und Österreich den Anschluss an vergleichbare Staaten verloren. Damit riskiert man insbesondere in der BRD die Zukunft als führende Industrienation. Zwar stieg der Anteil der Hochschulabsolventen geringfügig auf 20,6 Prozent, in anderen Ländern beträgt er jedoch im Schnitt 36,8 % eines Jahrgangs. Nur Österreich, Tschechien und die Türkei haben eine schlechtere Ausbildungsbilanz. Andreas Schleicher, der die OECD-Studie als Experte begleitete, führt dies vor allem darauf zurück, dass in Deutschland bloß 38,8 % eines Altersjahrgangs die allgemeine Hochschulreife erlangen, während der OECD-Durchschnitt nun 67,7 Prozent erreicht. Mit dem Aufkommen weiterer geburtenschwacher Jahrgänge werde sich der Trend noch verstärken. Kritiker halten Schleicher entgegen, in seinen Analysen einseitig und simplifizierend vorzugehen, ohne auf die Eigenheiten des deutschen Bildungssystems einzugehen oder die Bedeutung der beruflichen Bildung zu beachten.[63]
- Libanon: Der britische Premier Tony Blair wird bei seinem Staatsbesuch teilweise für 1100 Todesopfer des Israel-Hisbollah-Krieges verantwortlich gemacht. Blair betont hingegen seine Bemühungen um einen möglichst frühen Waffenstillstand.
- Mitteleuropa: Um etwa 21.30 Uhr MESZ wird von Mitteleuropa aus gesehen der helle Sternhaufen der Plejaden (M45) – das sogenannte Siebengestirn im Sternbild Stier – vom abnehmenden Mond bedeckt. Ein ähnliches Ereignis war in Mitteleuropa zuletzt 1991 zu beobachten.[64]
- Regensburg/Deutschland: Der Deutschland-Besuch von Papst Benedikt XVI. wird mit einer Open-Air-Messe am Islinger Feld fortgeführt, die 250.000 Gläubige besuchen und mit Benedetto-Rufen begleiten. Der Papst fordert die Christen auf, wieder mehr von Gott zu sprechen: «Der Atheismus ist ein aus Gottesangst geborener Irrweg!» Seit der Aufklärung arbeite ein Teil der Wissenschaft emsig daran, eine Welterklärung ohne den Schöpfer zu finden. Doch sei die Welt und die Menschen kein zufälliges Produkt der Evolution. Benedikt prangert auch die «Zerstörung des Gottesbildes durch Hass und Fanatismus» an.[65]

### Mittwoch, 13. September 2006

Logo von DocMorris

- Bagdad/Irak: So genannte „Todesschwadrone“ bringen im Irak 60 Menschen um. Die Leichen wiesen Spuren von Folter auf und waren teilweise noch gefesselt. Nach Angaben der irakischen Regierung und der US-Streitkräfte geht die eigentliche Gefahr gegenüber der Stabilisierung des Iraks nicht mehr von den Anhängern des gestürzten Diktators Saddam Hussein aus, sondern von den gewaltsamen Auseinandersetzungen zwischen Sunniten und Schiiten.[66]
- Diyarbakır/Türkei: In der hauptsächlich von Kurden bewohnten osttürkischen Stadt Diyarbakır sterben elf Menschen an den Folgen einer Bombenexplosion neben einer Bushaltestelle am Rande eines Parks. Nach Angaben der türkischen Polizei galt die ferngezündete Bombe ursprünglich einem anderen Ziel.[67]
- Saarbrücken/Deutschland: Die niederländische Internet-Apotheke DocMorris muss voraussichtlich ihre Filiale im Saarland wieder schließen. Das saarländische Verwaltungsgericht hat in einem Urteil jene Frage, ob nur ein Apotheker selbst eine Apotheke betreiben darf, bejaht. Der saarländische Justiz- und Gesundheitsminister Josef Hecken (CDU) spricht von einer fehlerhaften Entscheidung des Verwaltungsgerichts, da man das europäische Recht außer Acht gelassen habe, und kündigt Beschwerde an.[68][69]
- Teheran/Iran: Der irakische Präsident Nuri al-Maliki trifft zu seinem ersten offiziellen Besuch in der iranischen Hauptstadt ein. Den Verlautbarungen nach wird er die Führung des Nachbarlandes darum bitten, sich nicht in die internen Angelegenheiten seines eigenen Landes zu involvieren. Laut seinem Pressesprecher sind Gespräche mit dem iranischen Präsidenten Mahmud Ahmadinedschad und dem Geistlichen Oberhaupt des Irans, Ajatollah Seyyed Alī Chāmene'ī, geplant.[70]

### Donnerstag, 14. September 2006
- Berlin, Köln, Mainz/Deutschland: Der Vorschlag der ARD, die Rundfunkgebühr für internetfähige Computer und Mobiltelefone auf 5,52 € – entsprechend der Abgabe in Höhe der für Radiogeräte fälligen Gebühr – festzusetzen, stößt auf breite Kritik bei den Wirtschaftsverbänden und verschiedenen Parteipolitikern. Das ZDF hat dem Vorschlag bereitwillig zugestimmt. Rolf Kurz, Präsident des Bundesverbands der Selbstständigen (BDS) verurteilt diese Pläne zumindest im Falle der Unternehmer als „Wegelagerei“, da man dreimal für eine Sache abkassiere. Der Besitz eines PCs habe nichts mit dem Radiohören zu tun.[71]

### Freitag, 15. September 2006
- Berlin/Deutschland: Verbraucherminister Horst Seehofer und Wirtschaftsminister Michael Glos kündigen ein Verbot für den Verkauf von Lebensmitteln unter dem Beschaffungspreis (Dumping) an, um dem vermehrten Auftreten von Gammelfleisch entgegenzutreten.[72]

### Samstag, 16. September 2006

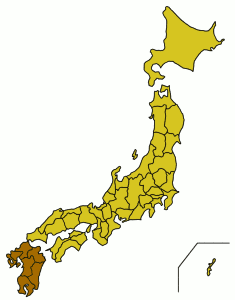
Kyūshū in braun, übriges Japan in gelb

- Chur/Schweiz: Bei einem Verkehrsunfall zwischen zwei PKWs und einem Reisebus im Viamala-Tunnel auf der San-Bernardino-Route werden sechs Menschen getötet.[73]
- Kyūshū/Japan: Der Taifun „Shanshan“ kostet mindestens sieben Menschen das Leben. Während seines Aufpralls auf die südwestliche Hauptinsel Kyushu richtet der Sturm heftige Verwüstungen an.[74]
- Ludwigshafen am Rhein/Deutschland: Wolfgang Petry verkündet bei der Fernsehaufzeichnung der Goldenen Stimmgabel 2006 zur Überraschung aller sein Karriereende, da er mit 55 Jahren in „Würde gehen“ wolle.[75]

### Sonntag, 17. September 2006
- Berlin/Deutschland: Nach den Wahlen zum Abgeordnetenhaus führt Klaus Wowereit (SPD) die mit 30,9 % der Wählerstimmen stärkste Fraktion an und kann sich einen Koalitionspartner aussuchen. Die Wahlbeteiligung liegt um die 60 %.[76]
- Edmonton/Kanada: Neuseeland gewinnt das Finale der Frauen-Rugby-Union-Weltmeisterschaft 25:17 gegen England.
- Kirkuk/Irak: Bei drei Anschlägen auf die Polizei sterben mindestens 20 Menschen.[77]
- Schwerin/Deutschland: Bei den Landtagswahlen in Mecklenburg-Vorpommern verliert die SPD um 10,4 % und deutlich an Boden, trotzdem kann sie aller Wahrscheinlichkeit nach ihre Koalition mit der PDS fortsetzen. Die rechtsextreme NPD zieht mit 7,3 % der Stimmen (+ 6,5 %) in den Schweriner Landtag ein.[78]

### Montag, 18. September 2006

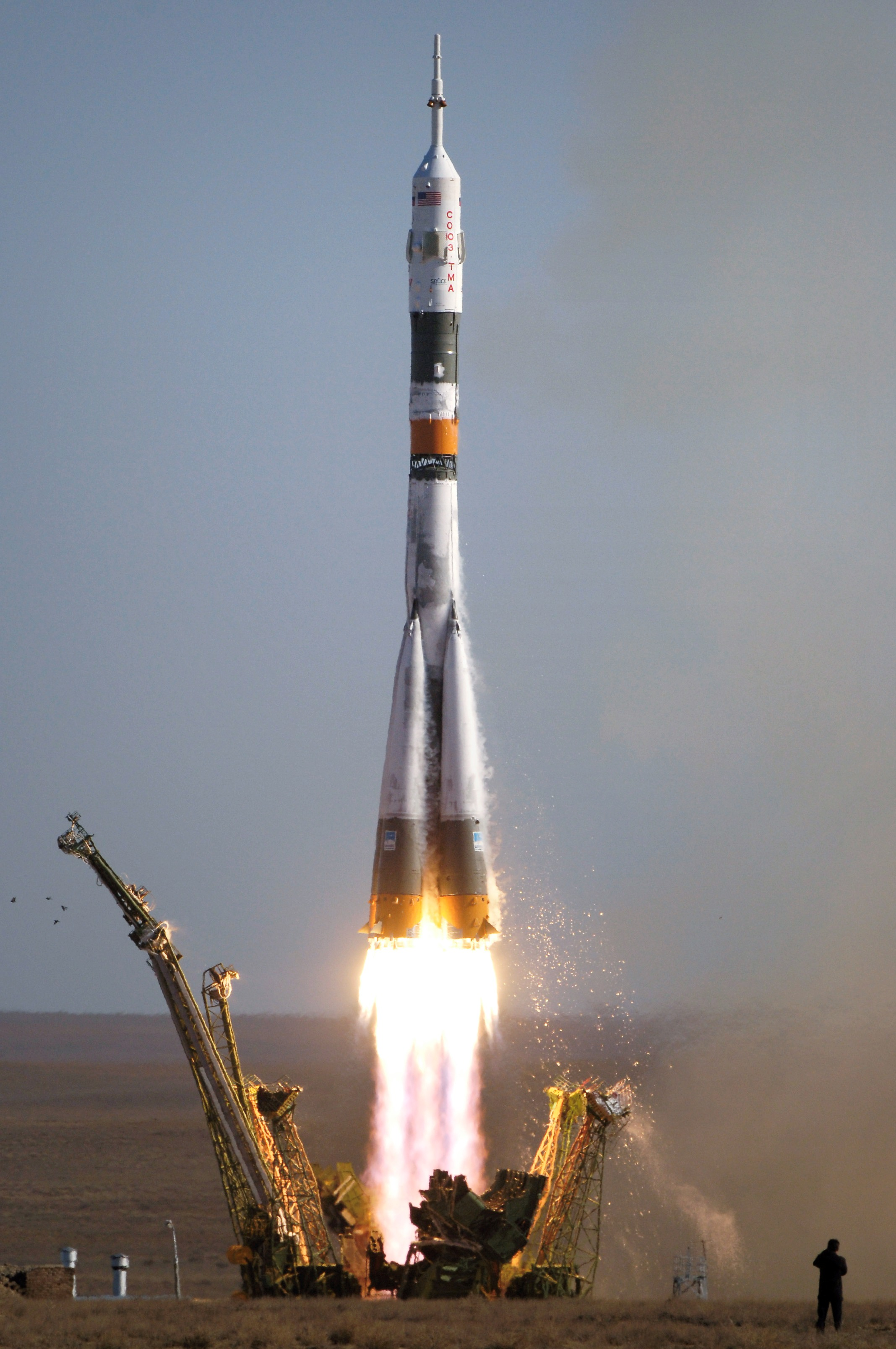
Start der Mission Sojus TMA-9, an Bord die erste iranische Raumfahrerin

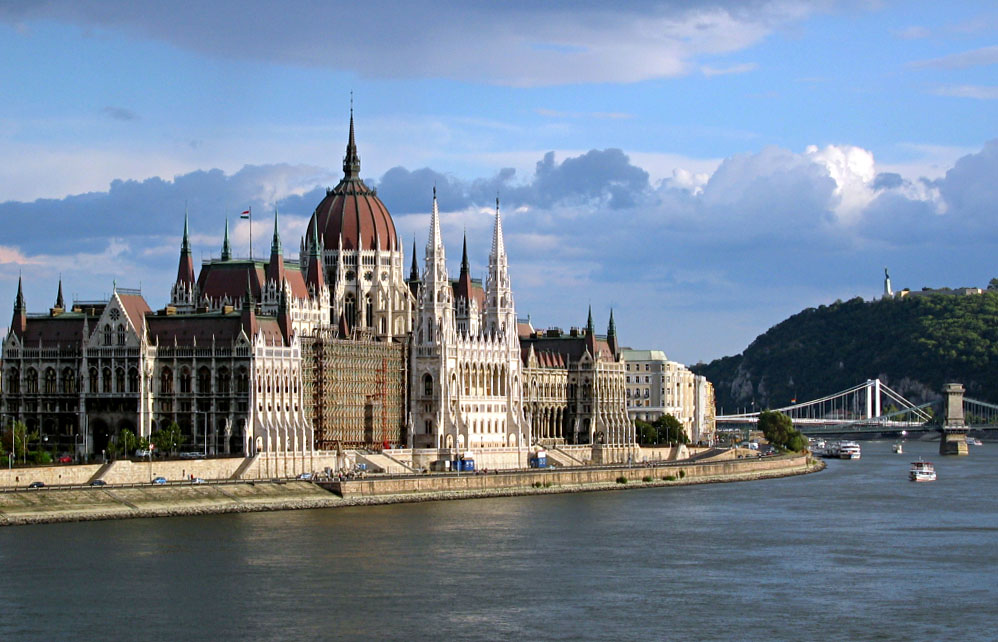
Parlamentsgebäude in Budapest

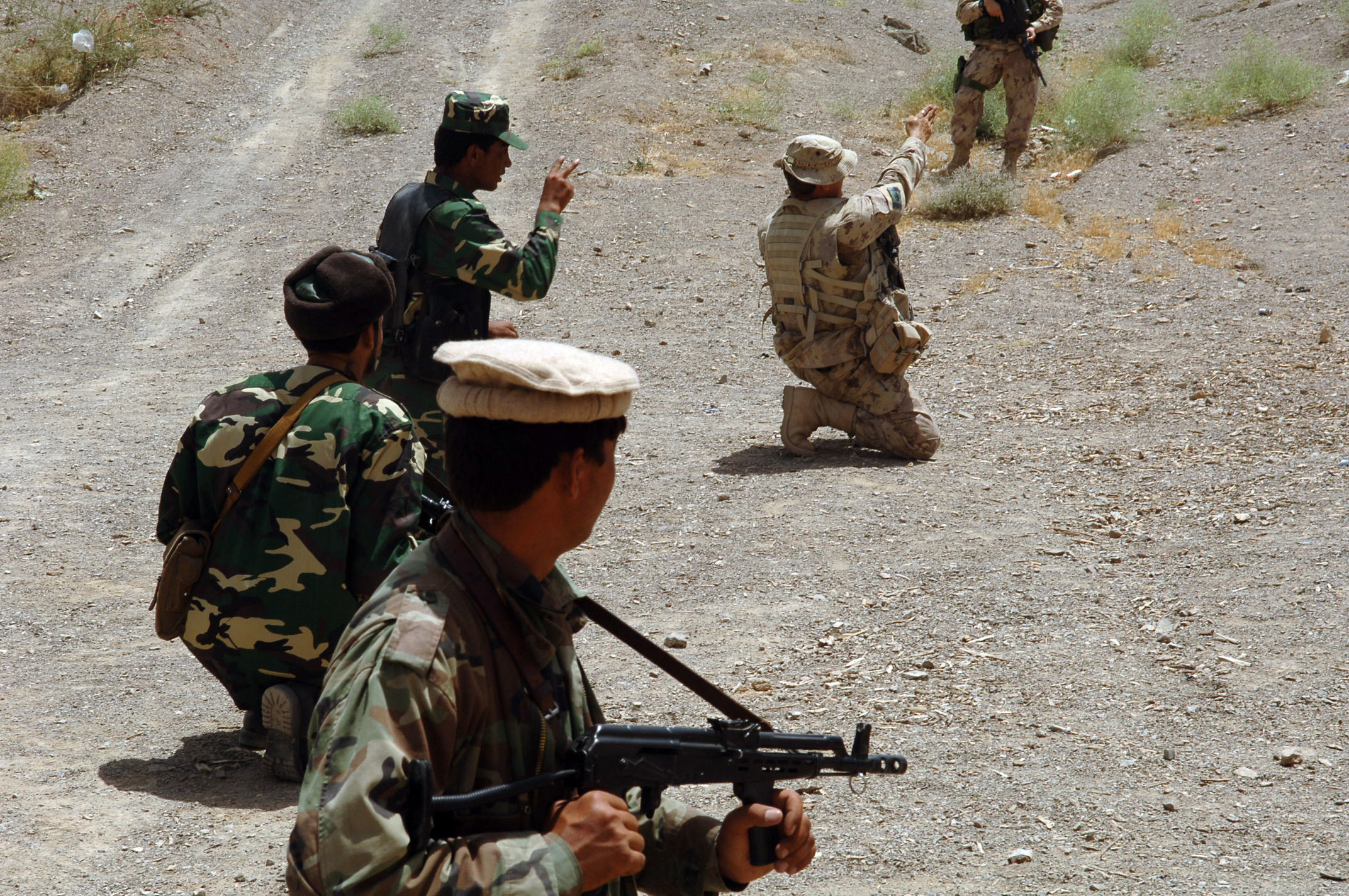
Kanadisches Militär in Afghanistan (helle Uniform), Training für afghanische Soldaten

- Baikonur/Kasachstan: Die russische Mission Sojus TMA-9 bringt mit Anousheh Ansari die erste Person aus dem Iran ins Weltall.[79]
- Budapest/Ungarn: Vor dem Parlamentsgebäude verlangen 10.000 Demonstranten den Rücktritt von Ministerpräsident Ferenc Gyurcsány, als bekannt wird, dass er in einer internen Rede eine Täuschung der Wähler bei den Parlamentswahlen im April zugeben musste. Die Oppositionsparteien fordern den Rücktritt des Regierungschefs, der laut Staatspräsident László Sólyom das Vertrauen der Menschen in die Demokratie enttäuscht habe. Am 1. Oktober finden in Ungarn landesweit Kommunalwahlen statt. In Budapest kommt es zu den schwersten Unruhen seit Jahrzehnten und durch Hooligans zu Gewalttätigkeiten gegen die Polizei, die Wasserwerfer einsetzt. Das Rundfunkgebäude wird gestürmt und der Abbruch des Sendebetriebs erzwungen. Mehrere Fahrzeuge werden angezündet und drei Menschen schwer verletzt. Nach den Ausschreitungen bietet der ungarische Polizei- und Justizminister József Petrétei seinen Rücktritt an, den jedoch Gyurcsány nicht annimmt.[80]
- Caracas/Venezuela: Papst Benedikt XVI. erfährt wegen seiner Äußerungen von Regensburg unerwartete Rückendeckung: Überraschenderweise nimmt ihn der iranische Präsident Mahmud Ahmadinedschad in Schutz: Jene Zitate, die viele muslimische Geistliche aufgriffen, seien unzutreffend wiedergegeben und aus dem Zusammenhang gerissen worden. Damit widerspricht er zum Abschluss seines Venezuela-Besuchs direkt dem geistlichen Oberhaupt des Iran, Ajatollah Seyyed Alī Chāmene'ī: „Wir respektieren den Papst, wir respektieren alle, die sich für Frieden und Gerechtigkeit einsetzen. (…) Wir glauben, dass alle Religionen nach Frieden und Sicherheit streben, nach Moral und Gerechtigkeit.“ Zuvor hatte Chāmene'ī die Papst-Rede noch als „jüngste Glied in dem von US-Präsident George W. Bush angesprochenen Kreuzzug“ nach den Terroranschlägen vom 11. September 2001 eingeordnet. Bei Bush sei man darüber nicht verwundert, aber vom Papst habe man anderes erwartet. Dieser Kreuzzug entwickele sich „zu einer Serie“ anti-islamischer Verschwörungen.[81]
- Frankfurt am Main/Deutschland: Die SPD möchte trotz des Widerstands des Koalitionspartners CDU die Einführung gesetzlich fixierter Mindestlöhne für die gesamte Wirtschaft verfolgen. Der SPD-Vorsitzende Kurt Beck dazu: „Wer vollschichtig arbeitet, soll davon auch leben können“[82]
- Kandahar/Afghanistan: In der Provinz kommen einen Tag nach dem Abschluss der von Kanada geleiteten ISAF-Operation Medusa gegen die Taliban vier kanadische Soldaten durch einen Selbstmordanschlag ums Leben.[83]
- Mailand/Italien: Bei dem Einsturz eines Wohn- und Geschäftshauses in Mailand am Abend kommen mindestens vier Menschen ums Leben. Als Ursache vermuten die Rettungskräfte eine Gasexplosion. Elf Verletzte werden im Spital betreut.[84]
- Singapur/Singapur: Bei einem Treffen des Internationalen Währungsfonds (IWF) beschließen die 184 Mitgliedstaaten mit 90,6 Prozent ihrer Stimmen die Anhebung der Stimmanteile der vier wichtigen Schwellenländer VR China, Mexiko, Südkorea und der Türkei um insgesamt 1,8 Prozentpunkte. Die anderen Schwellenländer Indien und Brasilien votieren gegen diese Reform, die im weiteren Verlauf eine Neuordnung der Machtverhältnisse analog zu der gestiegenen Wirtschaftskraft mancher Länder einleiten soll.[85]
- Wolfsburg/Deutschland: Das Übernahmeangebot von MAN über rund 9,6 Milliarden € an Scania wird nach der Familie Wallenberg (29 Prozent der Anteile) auch vom größten Einzelaktionär VW (34 %) aus strategischen Gründen abgelehnt. Bereits die Scania-Konzernleitung wies das Angebot zurück. Hakan Samuelsson, Leiter von MAN, bleibt jedoch optimistisch, Scania übernehmen zu können. Im Verbund wäre man Marktführer auf dem europäischen Markt für Nutzfahrzeuge vor DaimlerChrysler und dem Duo Volvo-Renault.[86]

### Dienstag, 19. September 2006

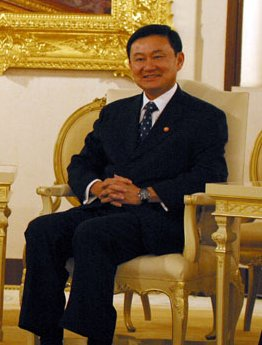
Thaksin Shinawatra

- Bahamas: Die US-Brokerfirma Global Management worldwide reicht eine Sammelklage von Refco-Gläubigern mit einer Schadenssumme von 2,3 Milliarden US-Dollar ein.
- Bangkok/Thailand: In der Hauptstadt Thailands fahren Panzer auf und blockieren den Amtssitz des in Amerika weilenden Premierministers Thaksin Shinawatra. Gerüchte über einen Militärputsch sind schon in den vergangenen Tagen aufgekommen, weil Thaksin unter starkem Korruptionsverdacht steht. Auch sei er außerstande, den Konflikt mit den Moslem-Rebellen im Süden des Landes zu lösen. Der Premier ruft aus New York den Ausnahmezustand aus und verkündet, sofort in sein Heimatland zurückzukehren. Der militärische Oberbefehlshaber Sondhi Boonyaratkalin erklärt inzwischen die Ablösung des Ministerpräsidenten als vollzogen.[87] (Hauptartikel: Putsch in Thailand 2006)
- Canberra/Australien, Tokio/Japan: Die Regierung in Tokio verhängt Wirtschaftssanktionen gegen Nordkorea und verschärft die Kontrolle der Finanzströme. Japanische Banken dürfen künftig nicht mehr mit 15 Unternehmen sowie einer Einzelperson zusammenarbeiten, die laut Kabinettssekretär Shinzo Abe für das nordkoreanische Waffenprogramm tätig sind. Australien verhängt ähnliche Sanktionen. Sie stehen im Einklang mit einer UNO-Resolution, welche die Raketentests Nordkoreas vom Juli verurteilt. Japan hatte damals eine sechsmonatige Hafensperre für die Personenfähre nach Nordkorea verhängt. Erst am Samstag hatte ein Spitzenvertreter der KP-Diktatur, Kim Jong-nam, bei der XIV. Gipfelkonferenz der Blockfreien in Havanna strikt abgelehnt, über Nordkoreas Atomwaffenprogramm zu verhandeln, solange die Sanktionen der USA nicht aufgehoben seien.[88]
- Washington, D.C./Vereinigte Staaten: Die Telekom-Mobilfunktochter T-Mobile US hat in den USA bei einer fast sechswöchigen Auktion die meisten Lizenzen ersteigert, um nach der Sättigung des deutschen bzw. europäischen Marktes nun auf dem US-Mobilfunkmarkt zulegen zu wollen. Für die 120 Lizenzen zahlt das Unternehmen nach Angaben der amerikanischen Regulierungsbehörde FCC 4,2 Milliarden Dollar (3,3 Milliarden Euro).[89]

### Mittwoch, 20. September 2006

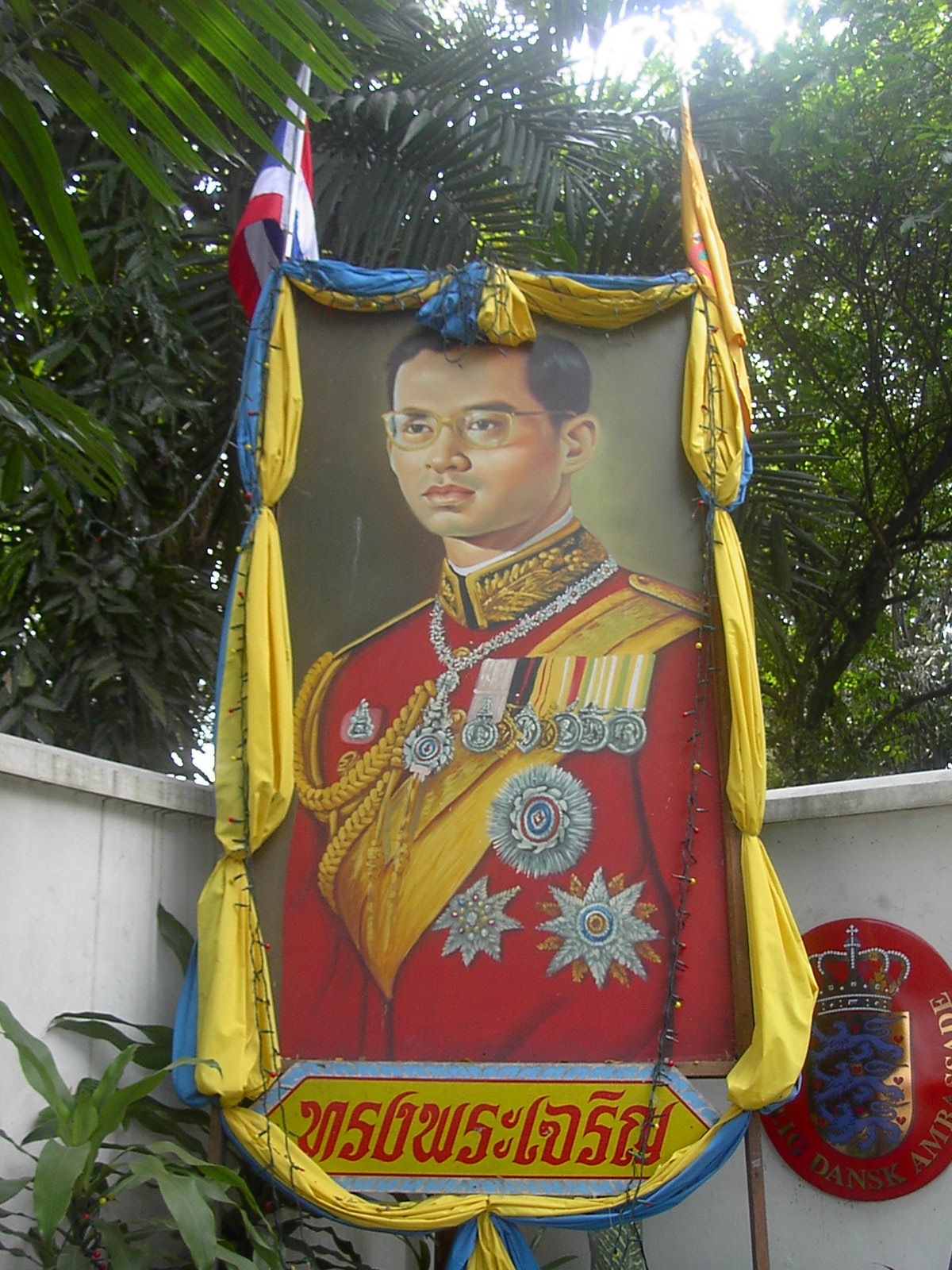
König Bhumibol Adulyadej, idealisierendes Jugendbildnis vor der dänischen Botschaft

- Bangkok/Thailand: Einen Tag nach dem unblutigen Militärputsch bestätigt König Bhumibol Adulyadej die Ernennung einer Militärregierung, an deren Spitze General Sonthi Boonyaratklin steht. Dieser will die Macht in spätestens 14 Tagen an eine Zivilregierung übergeben, der eventuell einige Minister der bisherigen Regierung angehören könnten. Parlamentswahlen sind aber erst für Oktober 2007 avisiert. Die öffentliche Lage ist überraschend ruhig, obwohl eine Medien-Zensur und ein Versammlungsverbot verhängt wird. Laut Sonthi, der kein „Ersatzherrscher“ sein will, waren die Streitkräfte zum Handeln gezwungen, „um Korruption, nationale Zerstrittenheit und die Unterwanderung unabhängiger Behörden sowie der Monarchie“ zu beenden. Der gestürzte Premier Thaksin ist inzwischen, von New York (UNO-Generalversammlung) kommend, in London eingetroffen.[90]
- Berlin/Deutschland: Der Deutsche Bundestag beschließt erstmals einen Einsatz der Bundeswehr im Nahen Osten. Mit der Stimmenmehrheit von 442 zu 152 votieren die Abgeordneten für maximal 2400 Marinesoldaten zur Kontrolle der Schifffahrtsgrenzen des Libanon. Die Nein-Stimmen stammen v. a. von der FDP- und der Linksfraktion. Auch aus der Regierungskoalition und bei den Grünen stimmen einige Abgeordnete gegen die Entsendung.[91]
- Berlin/Deutschland: Das Bundeskabinett segnet die so genannte „Anti-Terror-Datei“ unter der Bezeichnung „Gemeinsame(s)-Dateien-Gesetz“ ab.[92]
- Berlin/Deutschland: In der Bundeshauptstadt wird die Popkomm durch Berlins Oberbürgermeister Klaus Wowereit eröffnet. Die weltgrößte Musikmesse startet mit der neuen Rekordmarke von über 800 Ausstellern aus 48 Ländern sowie mit einem offenen Bekenntnis der Bundesregierung zur Unterstützung deutscher Rock- und Popmusik.[93]
- Budapest/Ungarn: Vor dem ungarischen Parlament kommt es bereits zum dritten Mal in Folge zu abendlichen Demonstrationen gegen die Regierung, an der 15.000 Bürger teilnehmen und den Rücktritt von Premier Gyurcsány fordern. Die Kundgebung zieht anschließend zum Bahnhofsplatz. Diesmal kann die Polizei Ausschreitungen von etwa 100 Hooligans verhindern.[94]
- Tokio/Japan: Durch die Designation von Shinzo Abe zum Nachfolger von Ministerpräsident Junichiro Koizumi wird in Japan erstmals ein Politiker der Nachkriegsgeneration Regierungschef werden. Abe eilt der Ruf eines kompromisslosen Konservativen voraus, obwohl seine politischen Ansichten noch nicht genau definiert wurden. Seine Grundhaltung wird wohl in erster Linie durch die Tradition seinem Großvater Nobusuke Kishi gegenüber begründet sein. Obwohl die Alliierten diesen nach Ende des Zweiten Weltkrieges als Kriegsverbrecher verhafteten, wurde Kishi 1957 zum Regierungschef gewählt.[95]

### Donnerstag, 21. September 2006

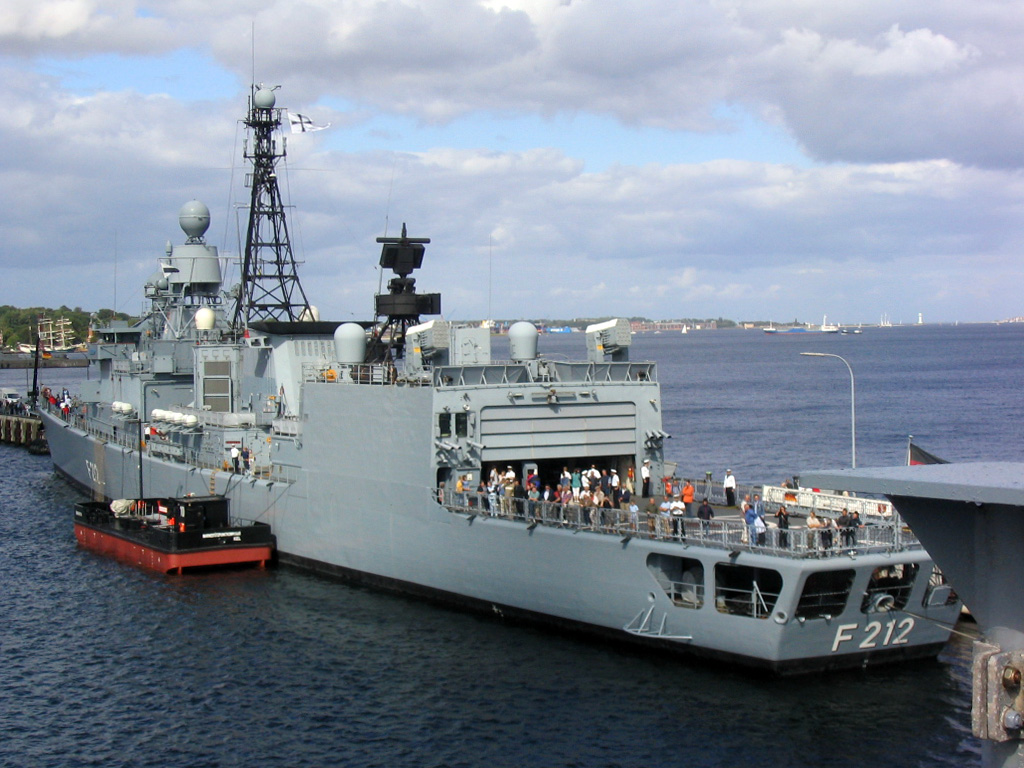
Die Fregatte Karlsruhe

- Berlin/Deutschland: In einer Grundsatzrede zur Bildungspolitik an einer Berliner Hauptschule spricht sich Deutschlands Bundespräsident Horst Köhler für ein Kindergarten-Pflichtjahr vor der Einschulung aus. Außerdem fordert er eine verpflichtende Sprachprüfung vor dem Schulbeginn, um den migrations-bedingten Nachholbedarf eruieren zu können, und plädiert für ein soziales Pflichtjahr für Jugendliche nach dem Schulabschluss.[96]
- Cape Canaveral/Vereinigte Staaten: Die US-amerikanische Raumfähre Atlantis landet nach zwölftägigen Einsatz sicher um 6:21 Uhr Ortszeit auf dem NASA-Stützpunkt Cape Canaveral in Florida.[97]
- München/Deutschland: Die Auslieferungen des Großraum-Passagierflugzeugs Airbus A380 verzögern sich nach Angaben des EADS-Konzerns wegen anhaltender Komplikationen bei der Verkabelung. Dies ist bereits die zweite Lieferplanverschiebung seit Juni 2006, wodurch sich Gewinnausfälle von zwei Milliarden Euro bis 2010 abzeichnen.[98]
- New York/Vereinigte Staaten: Venezuelas Staatspräsident Hugo Chávez beschuldigt bei einer Rede vor der UN-Vollversammlung die USA, sie seien eine Gefahr den Weiterbestand der Menschheit. Der US-Botschafter entgegnet, Chavez habe seine Redefreiheit ausgenützt und solle dasselbe seiner Bevölkerung ermöglichen. Chavez hatte in seiner Rede George W. Bush als „Alkoholiker“ und „kranken Mann“ bezeichnet.[99]
- New York/Vereinigte Staaten: Bei einem Treffen der afrikanischen Staatschefs verkündet der Präsident von Burkina Faso und Chef des AU-Sicherheitsausschusses, Blaise Compaoré, dass die Afrikanische Union weiterhin die Friedenstruppe im westsudanesischen Darfur bis zum 31. Dezember stelle. Die sudanesische Regierung lehnt dagegen die vom UN-Sicherheitsrat beschlossene Ablösung der Truppe durch „Blauhelme“ der Vereinten Nationen strikt ab.[100]
- Wien/Österreich: Der Wahlkampf zur Nationalratswahl 2006 nähert sich dem Höhepunkt und wird erneut vom BAWAG-Affäre überschattet, zu dem noch im September ein Gerichtsverfahren beginnen soll. Abends findet die TV-Konfrontation („Kanzler-Duell“) zwischen Wolfgang Schüssel (ÖVP) und Alfred Gusenbauer (SPÖ) statt, für das die bei weitem höchste Einschaltquote der bisherigen Diskussionen erwartet wird.[101]
- Wilhelmshaven/Deutschland: Der Schiffsverband von acht Schiffen der Bundesmarine, der zum Einsatz an die Küste des Libanons ausläuft, wird von Bundesverteidigungsminister Franz Josef Jung (CDU) verabschiedet. Die Schiffe mit ihren rund 1000 Mann Besatzung werden ihr Ziel im östlichen Mittelmeer nach zwei Wochen erreichen.[102]

### Freitag, 22. September 2006

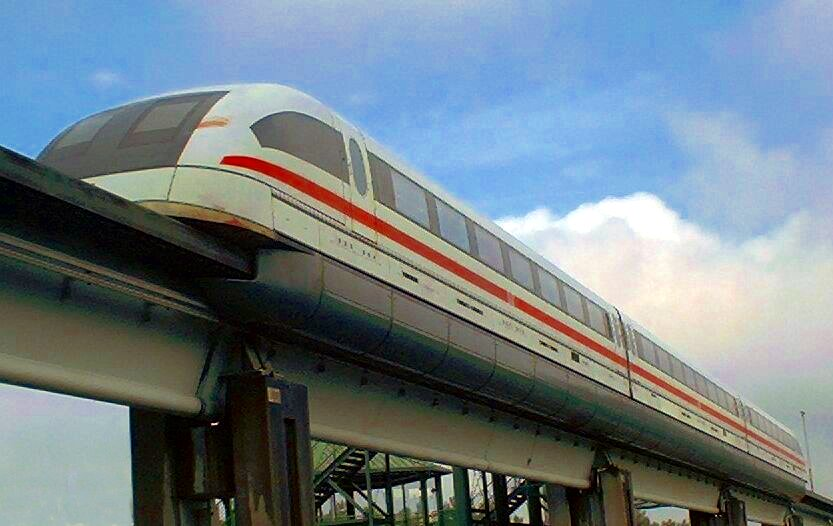
Transrapid 08 auf der Teststrecke im Emsland

- Berlin/Deutschland: Der Bundesrat segnet in Konsequenz des Gammelfleischskandals der letzten Wochen das neue Verbraucherinformationsgesetz ab. Damit sollen die Behörden dazu verpflichtet werden, die Namen von Firmen oder Produkten zu veröffentlichen.[103]
- Emsland/Deutschland: Bei einem schweren Unfall auf der Transrapid-Versuchsanlage Emsland gibt es 23 Tote und 10 Verletzte. Auf freier Strecke war der Transrapid 08 gegen 10:00 Uhr bei einer Geschwindigkeit von 162 km/h mit einem Werkstattwagen zusammengeprallt.[104][105]
- Lehrberg/Deutschland: Bei einer schweren Gasexplosion in einer Bäckerei werden drei Häuser völlig zerstört, sechs weitere werden schwer beschädigt, 50 weitere in Mitleidenschaft gezogen. Mindestens 16 Anwohner und Einsatzkräfte werden verletzt, fünf Tote sind zu beklagen. Unter den 16 Verletzten sind neun Schwerverletzte, die, nachdem sie mit Hubschraubern ins Krankenhaus geflogen wurden, immer noch in Lebensgefahr schweben.[106]
- Warschau/Polen: Der polnische Premierminister Lech Kaczyński entlässt seinen Stellvertreter und bisherigen Landwirtschaftsminister Andrzej Lepper, da dessen linkspopulistische Partei „Selbstverteidigung“ die Regierung bereits am Vortag in der Konfrontation über den Haushalt und die Aufstockung polnischer NATO-Truppen in Afghanistan verlassen hatte.[107]

### Samstag, 23. September 2006

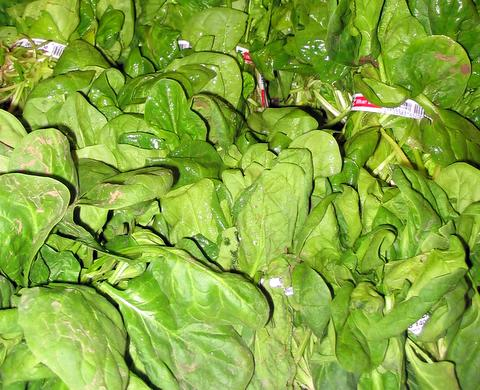
Spinat

- Kalifornien/Vereinigte Staaten: In den Vereinigten Staaten verursacht mit Kolibakterien verseuchter roher Spinat eine bundesweite Massenerkrankung. 166 Personen müssen in Krankenhäusern behandelt werden, ein zweijähriger Junge aus Utah und eine 82-jährige Frau aus Maryland sterben aufgrund heftigem Durchfalls und der Schwächung ihres Immunsystems nach dem Verzehr des Gemüses. Nach dem landesweiten Aufruf der Behörden, keinen rohen Spinat zu essen, nehmen die Supermärkte den dreimal gewaschenen und in Plastik verpackten Spinat aus ihrem Sortiment. Die Spur der Lebensmittelvergiftung führt nach Kalifornien, wo im Salinas Valley circa 75 Prozent der US-amerikanischen Spinatproduktion erwirtschaftet werden. Insgesamt drei Betriebe werden untersucht. „Wir warten auf die Entwarnung“, urteilt William Schaffner von der Vanderbilt-Universität. „Bis dahin sollten Popeye der Seemann und seine Familie keinen abgepackten Spinat essen.“[108]
- São Paulo/Brasilien: Die 15. Basketball-WM der Damen endet erstmals mit einem Titel für Australien. Die Silbermedaillen gehen an die Russinen. In den 14 Turnieren zuvor siegten entweder die Damen aus den USA, der Sowjetunion oder Brasilien.[109]
- Tallinn/Estland: Toomas Hendrik Ilves wird zum neuen Präsidenten Estlands gewählt.[110]

### Sonntag, 24. September 2006

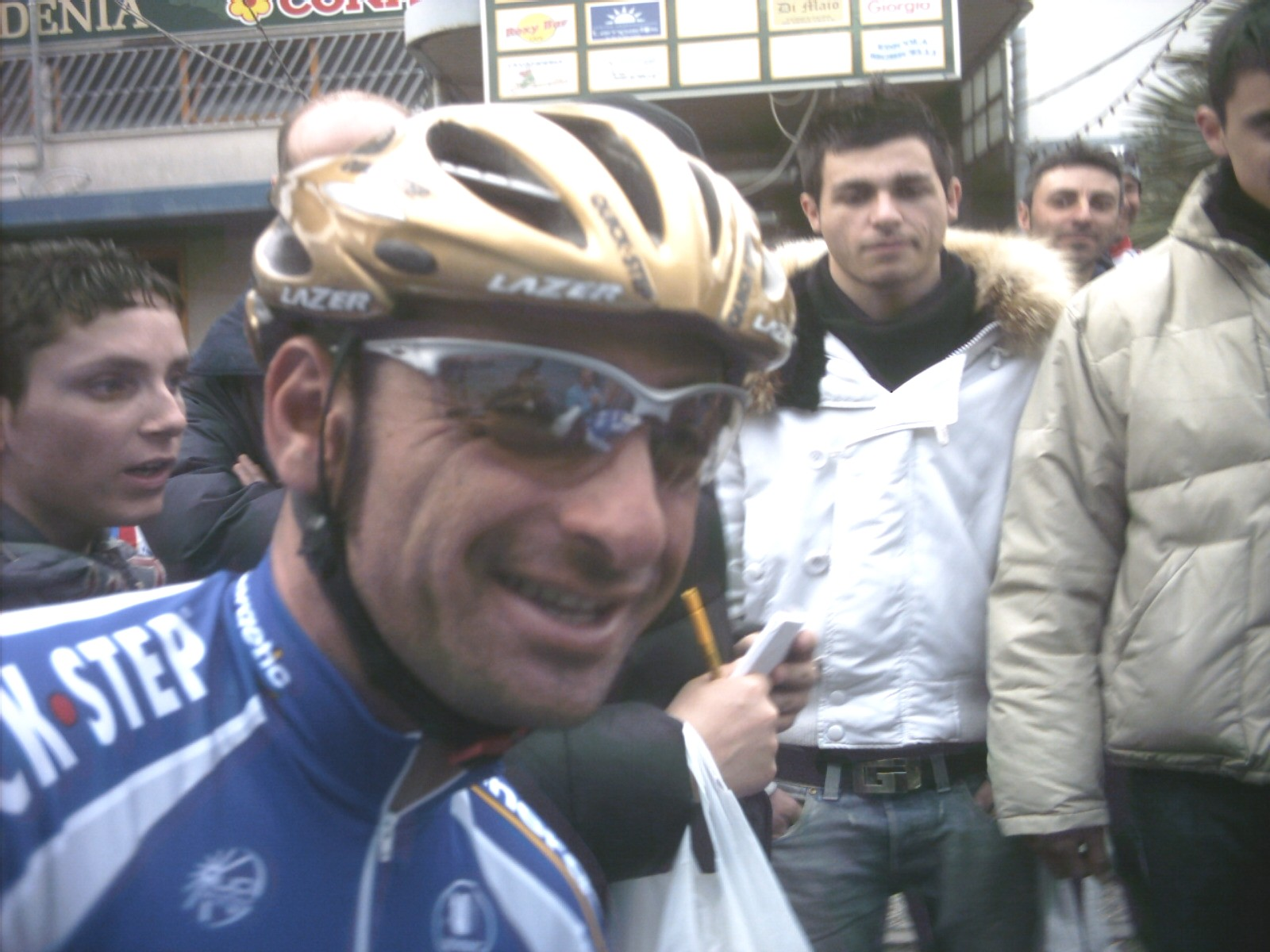
Paolo Bettini

- Bern/Schweiz: In der Schweiz wird in einer Volksabstimmung eine Verschärfung des Asylrechts mit Zwei-Drittel-Mehrheit angenommen.[111]
- Kildare/Irland: Die Profigolfer Europas gewinnen mit 18½ zu 9½ den Ryder Cup der Golfer gegen die USA.[112]
- Salzburg/Österreich: Der Italiener Paolo Bettini wird Weltmeister im Straßenradsport vor dem Deutschen Erik Zabel. Im Straßenrennen der Damen siegt die Niederländerin Marianne Vos vor der Deutschen Trixie Worrack.[113]

### Montag, 25. September 2006

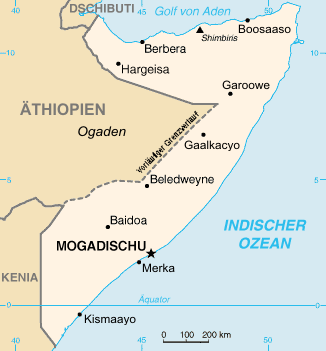
Karte Somalias

- Berlin/Deutschland: Nach einer Untersuchung namens Kiggs zur Kinder- und Jugendgesundheit mit 17.600 Teilnehmern bis 17 Jahren des Robert Koch-Instituts sieht es um den gesundheitlichen Allgemeinheitszustand der bundesdeutschen Jugend besorgniserregend aus: Fast jedes dritte Mädchen leidet in der Pubertät an den Folgen von Essstörungen (Magersucht, Ess-Brech-Sucht oder auch Fettsucht). Andererseits leiden viele Jugendliche und Kinder nicht nur an Übergewicht, sondern auch unter Allergien und Bewegungsstörungen. Dabei seien Kinder aus armen Familien immer häufiger krank.[114]
- Kangchendzönga/Nepal: Das Wrack eines seit zwei Tagen vermissten und von der Umweltstiftung WWF gecharterten Helikopters vom Typ Mi-172 ist gefunden worden. An Bord waren unter anderem der nepalesische Staatsminister für Forstwirtschaft, die Geschäftsträgerin der finnischen Botschaft in Kathmandu sowie Passagiere aus dem Vereinigten Königreich, Australien, Kanada, den Vereinigten Staaten und Nepal. Laut Angaben des Chefs der nepalischen Luftfahrtbehörde, Mohan Adhikari, ist vom Tod aller 24 Insassen auszugehen. Die Suche nach den Opfern des bis dato schwersten Hubschrauberabsturz in der Geschichte der zivilen Luftfahrt Nepals wurde durch starken Regen und Nebel behindert.[115][116]
- Kismayo/Somalia: Die schwache somalische Übergangsregierung verliert nach der Einnahme der drittgrößten Stadt Somalias durch islamische Rebellen weiter an Einfluss. Daraufhin rücken nach Augenzeugenberichten äthiopische Truppen in die Stadt Baidoa vor, um die dortige Übergangsregierung zu schützen. Regierungssprecher Abduraman Dinari bezeichnet die Berichte über äthiopische Truppen in Baidoa als „Lügen“. Damit wollten die Islamisten nur von der „unverhüllten Invasion“ in Kismayo ablenken. Die Einnahme Kismayos ist ein schwerer Verlust für die fast machtlose Übergangsregierung und ihre Hoffnungen auf die Stationierung einer multinationalen Friedenstruppe der Ostafrikanischen Zwischenstaatlichen Entwicklungsbehörde (IGAD).[117]
- Rom/Italien: Im italienischen Parlament entbrennt eine öffentliche Debatte über die Legalisierung der Sterbehilfe. Am Wochenende hatte Staatspräsident Giorgio Napolitano die Regierung dazu aufgefordert sich mit dem Thema zu beschäftigen, nachdem ihn ein 60-jähriger, der seit Jahrzehnten an Muskeldystrophie leidet, um die „Gnade der Sterbehilfe“ bat.[118]

### Dienstag, 26. September 2006

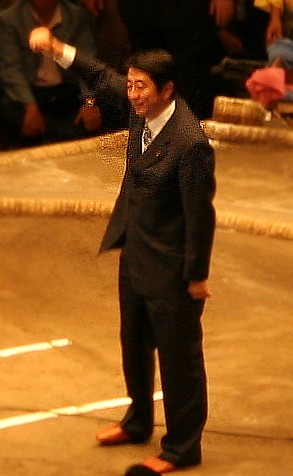
Shinzō Abe

- Berlin/Deutschland: Aufgrund der Entscheidung der Intendantin Kirsten Harms wird die seit drei Jahren an der Deutschen Oper Berlin von Hans Neuenfels inszenierte Mozart-Oper Idomeneo aus dem Spielplan genommen. Da in der Inszenierung die abgeschnittenen Köpfe Jesu, Buddhas, Mohammeds und Poseidons gezeigt werden, wolle sie keine Konfrontation mit dem Islam provozieren. Ihre Entscheidung stößt sowohl auf Verständnis als auch auf harte Ablehnung in der Kulturszene, da man derartige präventive Selbstzensur ablehne und somit geradezu auf die entsprechende Oper aufmerksam mache. Eine breitangelegte Diskussion wie beim Karikaturenstreit ist zu befürchten.[119][120]
- Brasília/Brasilien: Nach einem publizierten Bericht des brasilianischen Justizministeriums wurden 2005 fast 55.000 Brasilianer Mordopfer, d. h. mehr als 150 Personen pro Tag. Diese Zahl übersteigt sogar um einige Tausend Zivilisten jene Opferzahlen aus dem seit drei Jahren andauernden Krieg im Irak. Eine Volksabstimmung zur Durchsetzung eines generellen Waffenverbots scheiterte dennoch im vergangenen Jahr, da das Vertrauen in die Brasilien als durchgängig korrupt geltende Polizei fehlt.[121]
- Osnabrück/Deutschland: Nur wenige Tage nach dem katastrophalen Transrapid-Unglück im Emsland mit 23 Toten mehren sich die Belege für mangelhafte Sicherheitsvorkehrungen auf der Transrapid-Versuchsanlage Emsland. Laut Rudolf Schwarz, Chefs der Betreibergesellschaft IABG, hat man bewusst auf zusätzliche Sicherheitsmaßnahmen verzichtet. Dabei hätten Mitarbeiter der Versuchsanlage „vor ein bis zwei Jahren“ ohne Erfolg den Wunsch geäußert, auch das Sicherheitskonzept für Sonderfahrzeuge wie Werkstattwagen auf bewährte technische Standards umzustellen. Somit folgt auch dies der bisherigen Darstellung der Staatsanwaltschaft Osnabrück, dass wahrscheinlich menschliches Versagen in der Leitstelle den Unfall ausgelöst hat.[122]
- Tokio/Japan: Nach der Designation ist der rechtskonservative Politiker Shinzō Abe erwartungsgemäß mit 339 von 475 Stimmen des japanischen Unterhauses zum neuen Regierungschef als Nachfolger seines Mentors Junichiro Koizumi gewählt worden. Abe ist mit 52 Jahren sowohl der jüngste Ministerpräsident nach 1945 als auch der erste Regierungschef, der nach dem Zweiten Weltkrieg geboren wurde. Shinzo Abe möchte die pazifistische Grundhaltung der Nachkriegsverfassung abschwächen und einen eigenständigeren Kurs in der Außenpolitik verfolgen. Außerdem tritt er für eine Erziehungsreform ein, um in den Schulen Patriotismus zu vermitteln.[123]

### Mittwoch, 27. September 2006

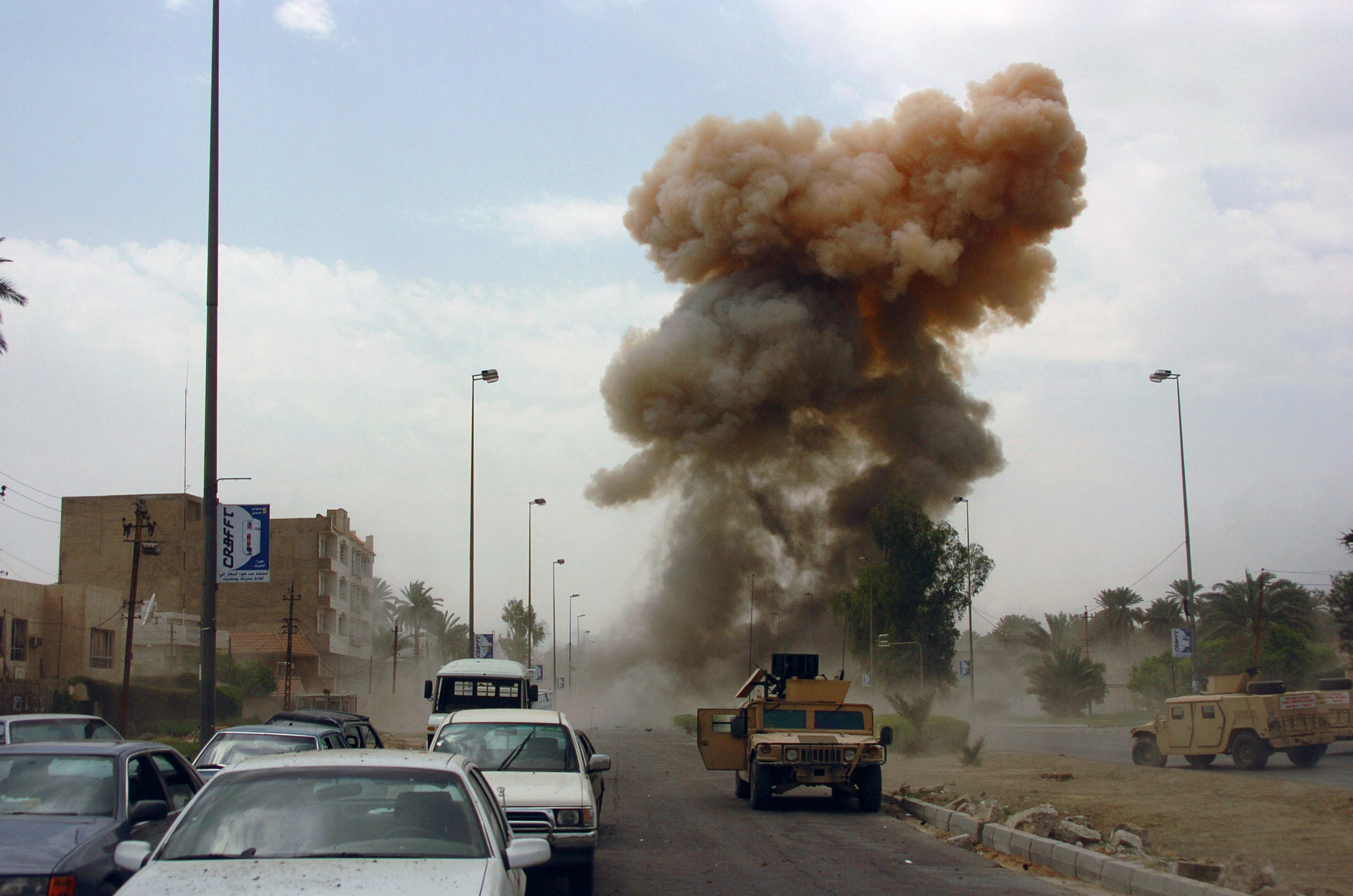
Autobombe in Bagdad, Irak (2005)

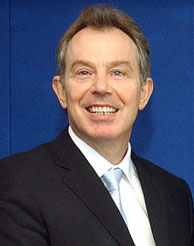
Tony Blair

- Ankara/Türkei: Die griechische Küstenwache warf nach Angaben der türkischen Küstenwache vor der türkischen Küste nahe Chios 40 Migranten aus arabischen Ländern über Bord, die in die EU einwandern wollten. Türkische Medien berichten, dass Bewohner der anatolischen Siedlung Küçükbahçe bei Karaburun die Überlebenden und sechs tote Körper am Strand entdeckten.[124]
- Berlin/Deutschland: Nach dem Auftakt der ersten Islamkonferenz mit Vertretern der Exekutive sowie Vertretern der größten islamischen Verbände in Deutschland lobt Bundesinnenminister Wolfgang Schäuble (CDU) den „toleranten Ton“, in dem über die „unterschiedlichen Positionen“ verhandelt wurde. Alle Teilnehmer sprechen sich für den Fortbestand der Mozart-Oper „Idomeneo“ an der Deutschen Oper Berlin aus, die die Opernleitung aus Angst vor Attacken durch gewaltbereite Islamisten absetzte.[125]
- Bordeaux/Frankreich: In dem speziell für den Parabelflug ausgerüsteten Airbus A300 „Zero-G“ der ESA findet die erste Operation unter Schwerelosigkeit statt. Die medizinische Versorgung eines Unterarmbruches auf einem Roboter-Block dient als Probe für die bemannte Raumfahrt, wo kein Arzt zur Verfügung steht.[126]
- Brüssel/Belgien: Das Europaparlament kritisiert, dass der türkische Reformprozess zu schleppend verlaufe. Wenige Stunden später gibt die Regierung in Ankara bekannt, dass sie die EU-Sozialcharta ratifiziert habe. Nur drei Elemente seien ausgenommen, da die Volkswirtschaft dafür noch nicht reif sei: Mindestlöhne, gleicher Lohn für Frauen und völlige Gewerkschaftsfreiheit.[127]
- College Park/Vereinigte Staaten: Laut einer Umfrage der Universität Maryland wollen 71 % der befragten Iraker, dass die US-Truppen binnen eines Jahres das Land verlassen. 78 % der Befragten sind der Meinung, dass die Truppenpräsenz mehr Konflikte schaffe als sie verhindere. Lediglich unter Kurden überwiegt mit 56 % das Empfinden einer stabilisierenden Wirkung. 61 % aller Befragten würden Anschläge gegen US-Soldaten akzeptieren.[128]
- Manchester/Vereinigtes Königreich: Premierminister Tony Blair von der Partei der Arbeit kündigt auf einem Parteitag seinen Rücktritt für den Sommer 2007 an. Der Regierungschef steht unter großem öffentlichen Druck, weil er im Vereinigten Königreich weitreichende militärische Hilfe für die Vereinigten Staaten durchsetzte, als diese im Jahr 2003 mit einer „Koalition der Willigen“ den Irak angriffen. Als aussichtsreichster Kandidat auf das freiwerdende Amt des Premierministers gilt Gordon Brown.[129][130]
- Washington, D.C./Vereinigte Staaten: US-Präsident George W. Bush lässt einen Teil des US-Geheimdienstberichts über die Auswirkungen des Irakkriegs veröffentlichen. In der vor 3 Tagen auszugsweise zitierten Studie des National Intelligence Estimate steht unter anderem, dass muslimische Extremisten den Irak-Krieg und das gesunkene US-Renommee für Rekrutierungszwecke benutzt hätten. Trotz Schwächung der Al-Qaida habe der Terrorismus insgesamt zu- statt abgenommen.

### Donnerstag, 28. September 2006

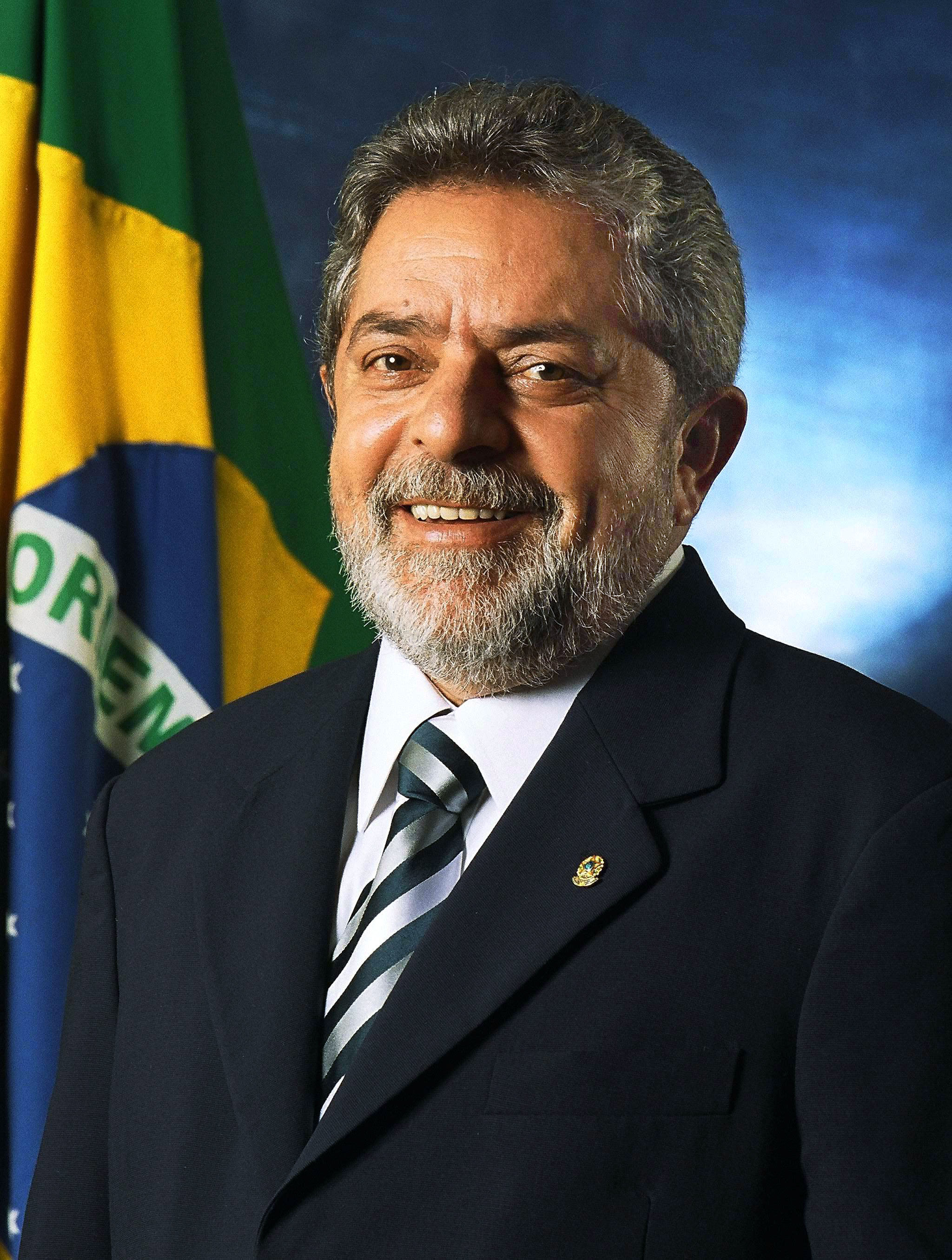
Luiz Inácio Lula da Silva

Logo von BenQ

- Berlin/Deutschland: Nach Einschätzung des Arbeitssoziologen Gerhard Bosch in einer Stellungnahme für die Arbeitsgruppe „Arbeitsmarkt“ der Bundesregierung bezieht in Deutschland inzwischen fast jeder fünfte Arbeitnehmer einen Niedriglohn.[131]
- Brüssel/Belgien: Der Verkehrsausschuss der EU beschließt die Verringerung des Handgepäcks bei Flugreisen, um der Gefahr von Bombenanschlägen vorzubeugen. In Zukunft sind nur Flüssigkeiten von jeweils bis 0,1 Liter (und einer Gesamtmenge von einem Liter) in durchsichtiger Verpackung zugelassen. Die Größe des Handgepäcks wird auf eine Größe von 56 mal 45 mal 25 Zentimeter begrenzt. Vor einigen Wochen konnte in England ein Anschlag in letzter Sekunde verhindert werden.[132]
- Kabul/Afghanistan: Durch einen Beschluss des NATO-Rats, zukünftig auch das deutsche Kontingent der Afghanistan-Schutztruppe ISAF stärker im umkämpften Osten einzubeziehen, wächst der Druck, sich in den gefährlichen Regionen zu engagieren. Verteidigungsminister Franz Josef Jung hingegen möchte weiterhin den Einsatz der deutschen Truppen auf Nordafghanistan und Kabul beschränken.[133]
- Lusaka/Sambia: Bei den Wahlen in Sambia wird Amtsinhaber Levy Mwanawasa als Präsident wiedergewählt und seine Partei, das Movement for Multi-Party Democracy (MMD) verfehlt knapp die absolute Mandatsmehrheit in der Nationalversammlung. Von internationalen Beobachtern wird attestiert, dass die Wahlen frei, geordnet und weitgehend fair verlaufen sind (im Gegensatz zu den vorangegangenen Wahlen 2001).
- München/Deutschland: Genau ein Jahr nach der offiziellen Übernahme der Handysparte von Siemens verkündet der taiwanische Konzern BenQ die Verlagerung der Entwicklung und Produktion nach Asien. Außerdem verkündet man just vor Ablauf der Beschäftigungsgarantie für die rund 3000 Mitarbeiter in Deutschland, keine Finanzhilfen mehr an zu überweisen. „Wir werden schon in den nächsten Tagen beim Amtsgericht München einen Insolvenzantrag stellen“, erklärt ihr Pressesprecher. Nach Ansicht des Betriebsrats liegt ein „vorsätzlicher gesellschaftsrechtlicher Gestaltungsmissbrauch“ vor: Die Arbeitnehmer habe man vom Kapital getrennt, damit sich die Arbeitgeber der arbeitsrechtlichen Verpflichtungen und Insolvenzforderungen entledigen könnten.[134][135]
- Olinda/Brasilien: Kurz vor den brasilianischen Wahlen (1. Oktober) belastet ein Skandal den Wahlkampf, da die Regierungspartei Partido dos Trabalhadores von Staatspräsident Luiz Inácio Lula da Silva belastendes Material gegen Oppositionskandidaten gekauft haben soll. Brasilien droht damit ein eigenes Watergate.[136]
- Österreich: Im Wahlkampf zur Nationalratswahl am 1. Oktober überträgt das Fernsehen die große Diskussionsrunde der fünf Parteichefs („Elefantenrunde“) unter der ORF-Moderatorin Ingrid Thurnher. Die Medien beurteilen sie als unerwartet sachlich und die Gesprächsleitung als gut vorbereitet. Hauptthemen waren die Gesundheits-, EU- und Asylpolitik. Zu letzterer betrachtet die FPÖ den aktuellen Volksentscheid der Schweiz als beispielgebend, was die anderen Politiker ablehnten. Der Bundeskanzler Wolfgang Schüssel und sein Herausforderer Alfred Gusenbauer (SPÖ) gerieten nur beim „Spitälerdefizit“ aneinander.[137]
- Stockholm/Schweden: Mit dem Alternativen Nobelpreis (Right Livelihood Award) über zwei Millionen schwedischen Kronen (215.000 Euro) werden zu gemeinsam das Anfang der 90er Jahre gegründete Poesie-Festival der kolumbianischen Stadt Medellín, die Inderin Ruth Manorama und der ehemalige Pentagon-Mitarbeiter Daniel Ellsberg ausgezeichnet. Damit würdigt man deren Einsatz für Frieden, Informationsoffenheit und Toleranz.[138]
- Washington, D.C./Vereinigte Staaten: Das Repräsentantenhaus beschließt nach hitziger Debatte mit 253:168 Stimmen ein verschärftes Anti-Terrorismus-Gesetz, das u. a. die Verfahren gegen die ausländischen Terrorverdächtigen im Lager Guantanamo regelt. Den ersten Entwurf Präsident George W. Bushs hatte das Oberste Gericht als illegal abgewiesen. Vor den Kongresswahlen im November betonen die Republikaner Fragen der Sicherheitspolitik, während die oppositionellen Demokraten wichtige juristische Standards nicht erfüllt sehen.

### Freitag, 29. September 2006

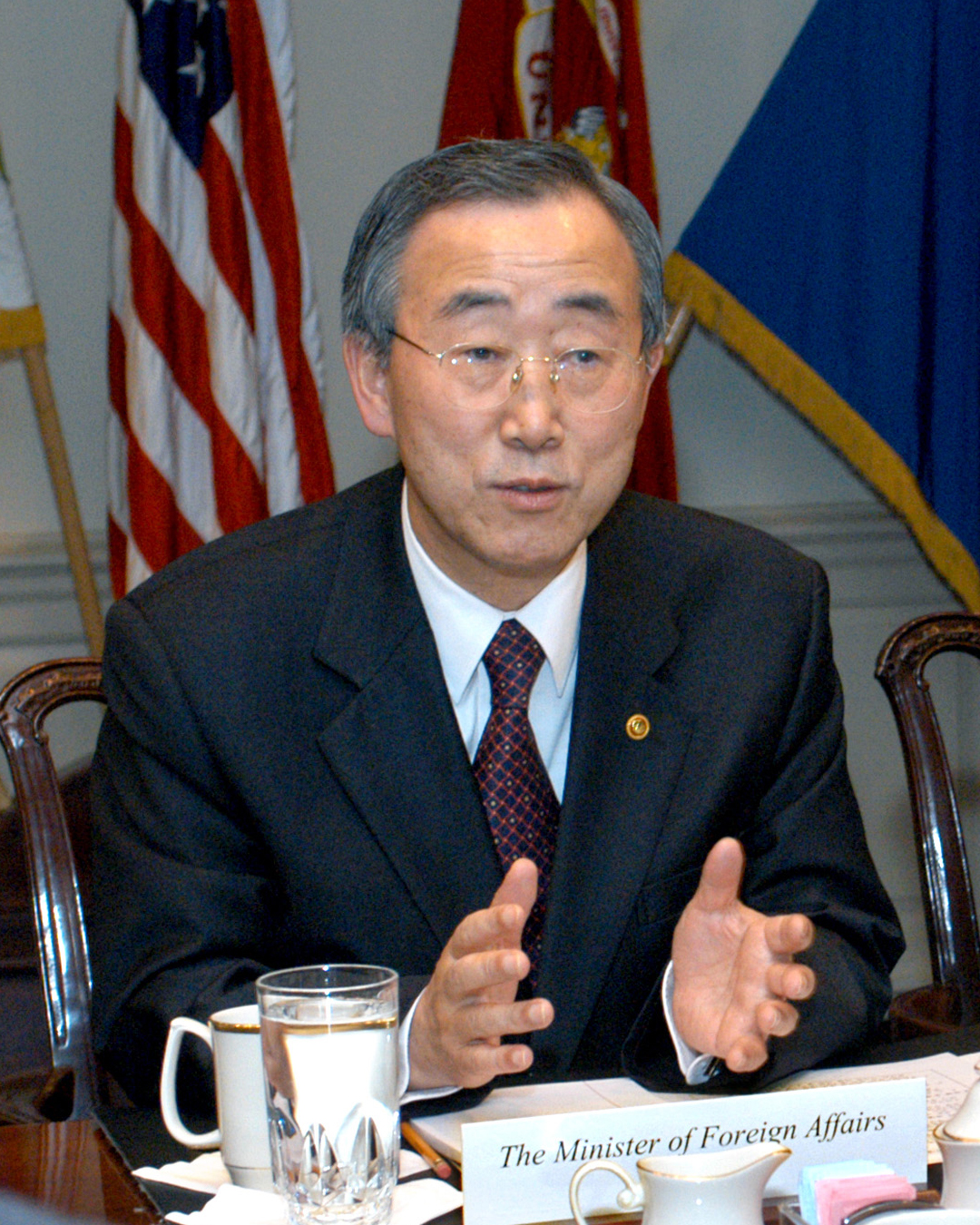
Ban Ki-moon

- Manila/Philippinen: Das Wüten des Taifuns „Xangsane“ führt zu mindestens 30 Todesopfern. Die meisten fielen einem Erdrutsch und herabgestürzten Bäumen oder Schutt zum Opfer. Landesweit kommt es bei dem bereits zehnten Taifun der Saison auf den Philippinen zu Überschwemmungen und Stromausfällen. Der Wirbelsturm zieht in Richtung Vietnam weiter.[139]
- New York/Vereinigte Staaten: Der südkoreanische Außenminister Ban Ki-moon geht aus der dritten Testabstimmung der Vereinten Nationen zur Wahl des nächsten UN-Generalsekretärs um die Nachfolge Kofi Annans als deutlicher Gewinner hervor. Nach einem ungeschriebenen Rotationsprinzip soll der neue UN-Generalsekretär aus Asien kommen.[140]
- Washington, D.C./Vereinigte Staaten: Der US-Senat billigt das Gesetz für eine Verlängerung des Zauns an der Grenze zwischen den Vereinigten Staaten und Mexiko um mehr als 1.000 km. Die Maßnahme soll illegale Einwanderung erschweren.[141]

### Samstag, 30. September 2006

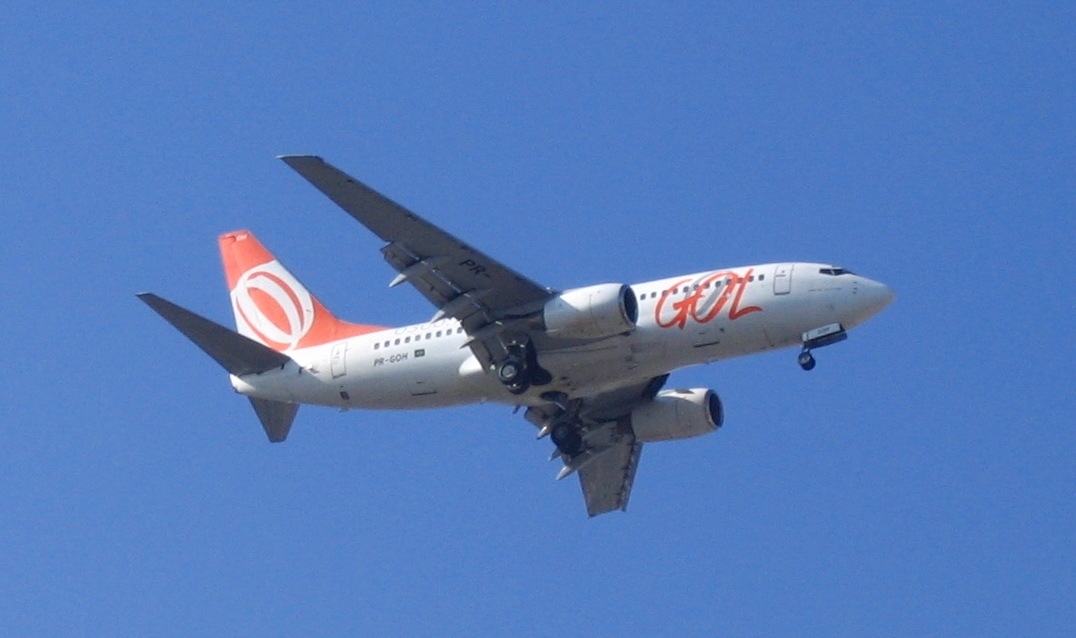
Boeing 737 der Airline Gol

- Kabul/Afghanistan: Bei einem schweren Selbstmordanschlag vor dem afghanischen Innenministerium sind mindestens zwölf Menschen getötet und über 50 Menschen verletzt worden. Die radikal-islamische Taliban hat sich zu dem Attentat bekannt.[142]
- Mato Grosso/Brasilien: Ein Flugzeug der brasilianischen Billigfluggesellschaft Gol Transportes Aéreos mit 155 Passagieren ist über dem Regenwald abgestürzt. Die neue Boeing 737-800 war erst am 12. September 2006 an Gol ausgeliefert worden und hatte erst 200 Flugstunden. Die Maschine war auf dem Flug von Manaus nach Brasília, als sie etwa eine Stunde vor der Landung (am Freitagabend gegen 22:00 Uhr MESZ) von den Radarschirmen verschwand. Die Trümmer der Maschine wurden am frühen Samstag bei der Gemeinde Peixoto de Azevedo im Bundesstaat Mato Grosso aufgefunden.[143]

## Weblinks

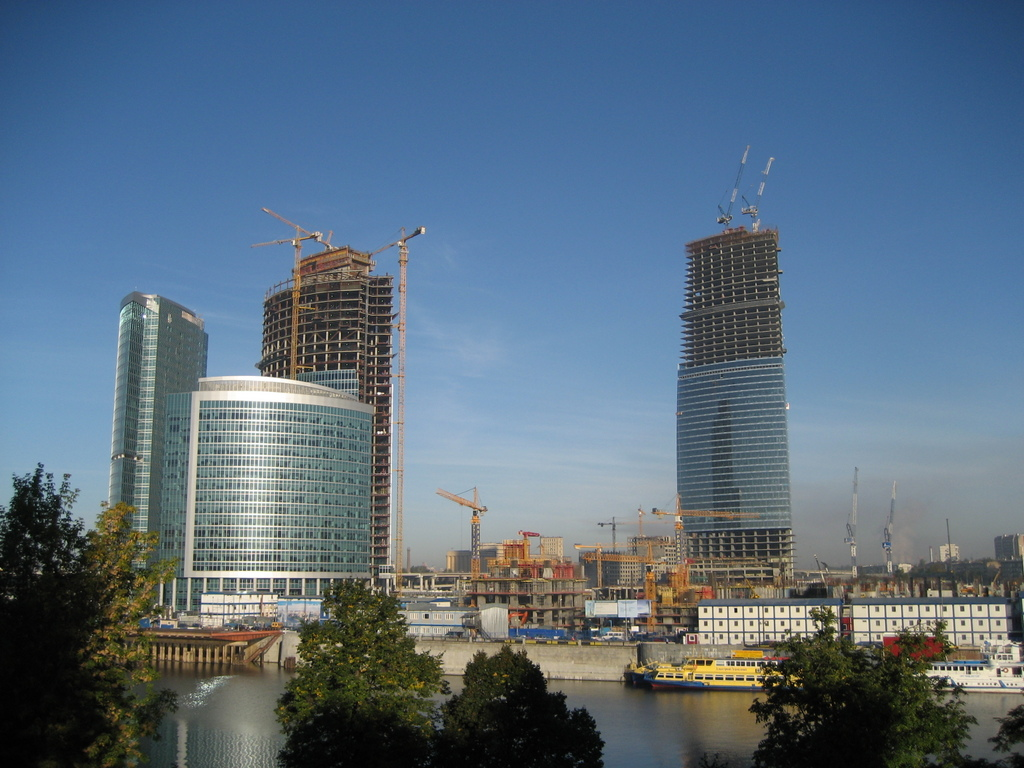
Moskau im September 2006